# Sportjahr 1983
Liste der Sportjahre

◄◄ | ◄ | 1979 | 1980 | 1981 | 1982 | Sportjahr 1983 | 1984 | 1985 | 1986 | 1987 | ► | ►►

Weitere Ereignisse · Fußballjahr

## Badminton
Höhepunkte des Badmintonjahres 1983 waren die Weltmeisterschaft und die Asienmeisterschaft sowie der World Badminton Grand Prix. 

### World Badminton Grand Prix
| Veranstaltung     | Herreneinzel   | Dameneinzel    | Herrendoppel                     | Damendoppel                    | Mixed                         |
| ----------------- | -------------- | -------------- | -------------------------------- | ------------------------------ | ----------------------------- |
| Swedish Open      | Misbun Sidek   | Helen Troke    | Steen Fladberg Jesper Helledie   | Nora Perry Jane Webster        | Thomas Kihlstrøm Nora Perry   |
| All England       | Luan Jin       | Zhang Ailing   | Thomas Kihlstrøm Stefan Karlsson | Xu Rong Wu Jianqiu             | Thomas Kihlstrøm Nora Perry   |
| Weltmeisterschaft | Icuk Sugiarto  | Li Lingwei     | Steen Fladberg Jesper Helledie   | Lin Ying Wu Dixi               | Thomas Kihlstrøm Nora Perry   |
| Malaysia Open     | Liem Swie King | Pan Zhenli     | Bobby Ertanto Christian Hadinata | Kim Yun-ja Yoo Sang-hee        | Martin Dew Nora Perry         |
| Indonesia Open    | Liem Swie King | Ivanna Lie     | Rudy Heryanto Hariamanto Kartono | Ruth Damayanti Maria Fransisca | Christian Hadinata Ivanna Lie |
| Scandinavian Cup  | Morten Frost   | Chen Ruizhen   | Rudy Heryanto Hariamanto Kartono | Yoshiko Yonekura Atsuko Tokuda | Martin Dew Gillian Gilks      |
| Canadian Open     | Misbun Sidek   | Kirsten Larsen | Jalani Sidek Razif Sidek         | Karen Beckman Sally Podger     | Mike Butler Claire Backhouse  |
| Grand Prix Finale | Luan Jin       | Li Lingwei     | nicht ausgetragen                | nicht ausgetragen              | nicht ausgetragen             |

## Cricket
- 25. Juni: Indien gewinnt den dritten Cricket World Cup in England, indem sie im Finale die West Indies mit 43 Runs besiegt.

## Leichtathletik
- 24. März – Josef Pribilinec, Tschechoslowakei, ging im 20.000-Meter-Gehen der Herren in 1:19:30 Stunden.
- 17. April – Grete Waitz, Norwegen, lief den Marathon der Damen in 2:25:29 Stunden.
- 18. April – Joan Benoit, USA, lief den Marathon der Damen in 2:22:43 Stunden.
- 7. Mai – Raissa Sadretdinowa, Sowjetunion, lief die 10.000 Meter der Damen in 31:27,6 Minuten.
- 13. Mai – José Marín, Spanien, ging im 50.000-Meter-Gehen der Herren in 3:40:46 Stunden.
- 15. Mai – Tom Petranoff, USA, warf im Speerwurf der Herren 99,72 Meter.
- 15. Mai – Anișoara Cușmir, Rumänien, erreichte im Weitsprung der Damen 7,21 Meter.
- 22. Mai – Zhu Jianhua, China, erreichte im Hochsprung der Herren 2,38 Meter.
- 29. Mai – Juri Dumschew, Sowjetunion, warf den Diskus der Herren 71,86 Meter.
- 4. Juni – Anișoara Cușmir, Rumänien, sprang im Weitsprung der Damen 7,43 Meter.
- 6. Juni – Melody Smith, USA, erreichte im Dreisprung der Damen 12,51 Meter.
- 7. Juni – Easter Gabriel, USA, erreichte im Dreisprung der Damen 12,98 Meter.
- 8. Juni – Jürgen Hingsen, Deutschland, erreichte im Zehnkampf der Herren 8825 Punkte.
- 8. Juni – Marlies Göhr, DDR, lief die 100 Meter der Damen in 10,81 Sekunden.
- 11. Juni – Zhu Jianhua, China, sprang im Hochsprung der Herren 2,37 Meter.
- 11. Juni – Ana Ambrazienė, Sowjetunion, lief die 400 Meter Hürden der Damen in 54,02 Sekunden.
- 13. Juni – Tiina Lillak, Finnland, erreichte im Speerwurf der Damen 74,76 Meter.
- 21. Juni – Sergei Litwinow, Sowjetunion, warf im Hammerwurf der Herren 84,14 Meter.
- 22. Juni – Galina Sawinkowa, Sowjetunion, erreichte im Diskuswurf der Damen 73,26 Meter.
- 3. Juli – Calvin Smith, USA, lief die 100 Meter der Herren in 9,93 Sekunden.
- 3. Juli – Evelyn Ashford, USA, lief die 100 Meter der Damen in 10,79 Sekunden.
- 6. Juli – Jürgen Hingsen, Deutschland, erreichte im Zehnkampf der Herren 8779 Punkte.
- 25. Juli – Udo Beyer, DDR, erreichte im Kugelstoßen der Herren 22,22 Meter.
- 26. Juli – Jarmila Kratochvílová, Tschechoslowakei, lief die 800 Meter der Damen in 1:53,3 Minuten.
- 3. August – Evelyn Ashford, USA, lief die 100 Meter der Damen in 10,79 Sekunden.
- 10. August – Jarmila Kratochvílová, Tschechoslowakei, lief die 400 Meter der Damen in 47,99 Sekunden.
- 21. August – Tamara Bykowa, Sowjetunion, erreichte im Hochsprung der Damen 2,03 Meter.
- 21. August – Ulrike Meyfarth, Deutschland, sprang im Hochsprung der Damen 2,03 Meter.
- 23. August – Jana Edwards, USA, erreichte im Stabhochsprung der Damen 3,59 Meter.
- 25. August – Tamara Bykowa, Sowjetunion, sprang im Hochsprung der Damen 2,04 Meter.
- 28. August – Pierre Quinon, Frankreich, erreichte im Stabhochsprung der Herren 5,82 Meter.
- 28. August – Sydney Maree, USA, lief die 1500 Meter der Herren in 3:31,2 Minuten.
- 31. August – Edwin Moses, USA, lief die 400 Meter Hürden der Herren in 47,02 Sekunden.
- 1. September – Thierry Vigneron, Frankreich, erreichte im Stabhochsprung der Herren 5,83 Meter.
- 4. September – Steve Ovett, Großbritannien, lief die 1500 Meter der Herren in 3:30,8 Minuten.
- 16. September – Grete Waitz, Norwegen, lief den Marathon der Damen in 2:25:28 Stunden.
- 22. September – Zhu Jianhua, China, sprang im Hochsprung der Herren 2,38 Meter.
- 24. September – Young Juxu, China ging im 10.000-Meter-Gehen der Damen in 45:14 Minuten.
- 17. Oktober – Joan Benoit, USA, lief den Marathon der Damen in 2:22:43 Stunden.

## Motorradsport

### Formula TT
- Die Formula TT besteht 1983 wiederum aus drei Rennen. Neben der Isle of Man TT und dem Ulster Grand Prix zählen auch im Rahmen der Dutch TT ausgetragene Läufe zur WM.

#### TT-F1-Klasse
- In der TT-F1-Klasse verteidigt der 31-jährige Nordire Joey Dunlop auf Honda seinen Titel vor dem Briten Rob McElnea (Suzuki) und dessen Landsmann Roger Marshall (ebenfalls Honda).

#### TT-F2-Klasse
- In der TT-F2-Klasse gewinnt der Brite Tony Rutter auf Ducati zum dritten Mal in Folge den Titel. Zweiter wird sein Landsmann Phil Mellor (Yamaha), Dritter der Australier Graeme McGregor (ebenfalls Ducati).

## Tischtennis
- Tischtennisweltmeisterschaft 1983 28. April bis 9. Mai 1983 in Tokio (Japan)
- Europaliga
  - 12. Januar: Zalaegerszeg: D. – Ungarn 3:3 (Damen + Herren)
  - 9. Februar: Göttingen: D. – Schweden 0:7 (Damen + Herren)
  - 9. März: Eastleigh: D. – England 6:1 (Damen + Herren)
  - 21. September: Landau: D. – Frankreich 4:3 (Damen + Herren)
  - 12. Oktober: Kattowitz: D. – Polen 0:7 (Damen + Herren)
  - 9. November: Aalen: D. – ČSSR 3:4 (Damen + Herren)
  - 14. Dezember: Banja Luka: D. – Jugoslawien 1:6 (Damen + Herren)

## Geboren

### Januar
- 01. Januar: Daniel Jarque, spanischer Fußballspieler († 2009)
- 02. Januar: Fernando Rodríguez, uruguayischer Fußballspieler
- 03. Januar: Therese Klompenhouwer, niederländische Karambolagespielerin
- 05. Januar: Filip Adamski, deutscher Ruderer und Olympiasieger
- 05. Januar: Ken Leemans, belgischer Fußballspieler
- 05. Januar: Ignacio Pallas, uruguayischer Fußballspieler
- 06. Januar: Claudia Umpiérrez, uruguayische Fußballschiedsrichterin
- 07. Januar: Marcel Hagmann, deutscher Fußballspieler
- 07. Januar: Aleksander Miśta, polnischer Schachspieler
- 08. Januar: Peyman Rajabi, iranischer Sprinter
- 09. Januar: Islam Timursijew, russischer Amateurboxer († 2015)
- 10. Januar: Hu Jia, chinesischer Wasserspringer
- 11. Januar: Matt McKay, australischer Fußballspieler
- 11. Januar: André Myhrer, schwedischer Skirennläufer
- 11. Januar: Adrian Sutil, deutscher Automobilrennfahrer
- 12. Januar: Bryan Bergougnoux, französischer Fußballspieler
- 12. Januar: Luka Dobelšek, slowenischer Handballspieler
- 12. Januar: Stefan Schauer, deutscher Eishockeyspieler
- 13. Januar: Zé Castro, portugiesischer Fußballspieler
- 13. Januar: Raúl Ferro, uruguayischer Fußballspieler
- 14. Januar: Waseem Khan, pakistanischer Leichtathlet
- 15. Januar: Benjamin Balleret, monegassischer Tennisspieler
- 15. Januar: Emmanuel Chedal, französischer Skispringer
- 16. Januar: Shay Abutbul, israelischer Fußballspieler
- 16. Januar: Todd Clever, US-amerikanischer Union-Rugby-Spieler
- 16. Januar: Emanuel Pogatetz, österreichischer Fußballspieler
- 17. Januar: Álvaro Arbeloa, spanischer Fußballspieler
- 17. Januar: Alex Meier, deutscher Fußballspieler
- 17. Januar: Jewgeni Dementjew, russischer Skilangläufer
- 19. Januar: Rasmus Andersen, dänischer Badmintonspieler
- 19. Januar: Ismael Blanco, argentinischer Fußballspieler
- 19. Januar: Laurent Groppi, französischer Automobilrennfahrer
- 21. Januar: Victor Leandro Bagy, brasilianischer Fußballspieler
- 21. Januar: Matthias Karbowski, deutscher Handballspieler
- 21. Januar: Moritz Volz, deutscher Fußballspieler

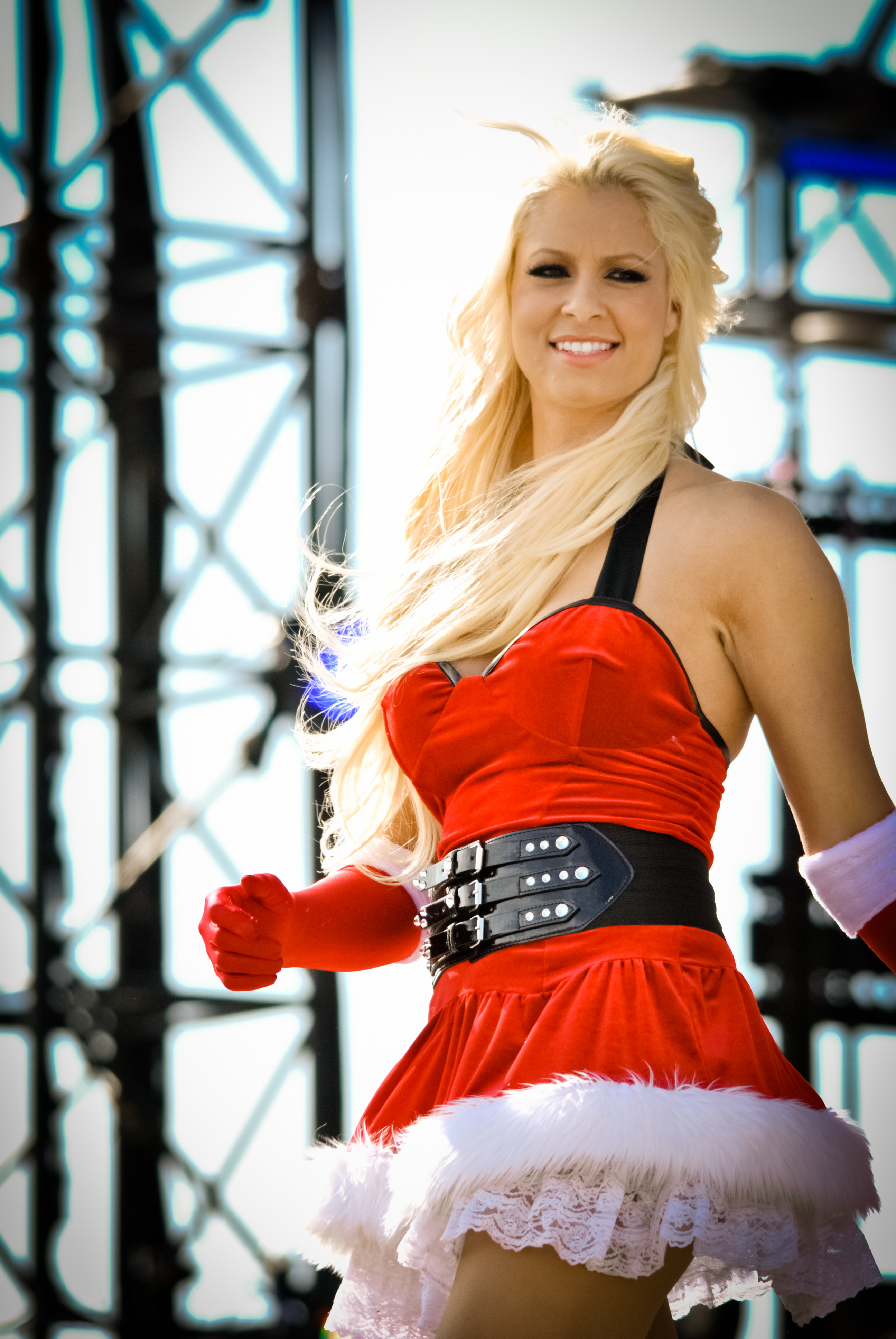
Maryse Ouellet

- 21. Januar: Maryse Ouellet, kanadische Wrestlerin
- 22. Januar: Kateryna Serdjuk, ukrainische Bogenschützin
- 22. Januar: Primož Urh-Zupan, slowenischer Skispringer
- 24. Januar: Davide Biondini, italienischer Fußballspieler
- 24. Januar: Scott Speed, US-amerikanischer Automobilrennfahrer
- 25. Januar: Sarah Günther, deutsche Fußballspielerin
- 26. Januar: Christian Adam, deutscher Fußballtorwart
- 26. Januar: Florian Gruber, deutscher Automobilrennfahrer
- 27. Januar: Deon Anderson, US-amerikanischer American-Football-Spieler
- 28. Januar: Michael Kempter, deutscher Fußballschiedsrichter
- 28. Januar: Danny Makkelie, niederländischer Fußballschiedsrichter
- 28. Januar: Edu Peppe, andorranischer Fußballspieler
- 28. Januar: Kimmo Yliriesto, finnischer Skispringer
- 30. Januar: Richard Adjei, deutscher Bobfahrer und American-Football-Spieler
- 30. Januar: Bajanmönchiin Anchtschimeg, mongolische Schachspielerin
- 30. Januar: Thomas Mogensen, dänischer Handballspieler
- 31. Januar: Adriano Angeloni, italienischer Radrennfahrer
- 31. Januar: Elizabeth Armstrong, US-amerikanische Wasserballspielerin
- 31. Januar: Fabio Quagliarella, italienischer Fußballspieler
- 31. Januar: Katharina Thewes, deutsche Handballspielerin

### Februar

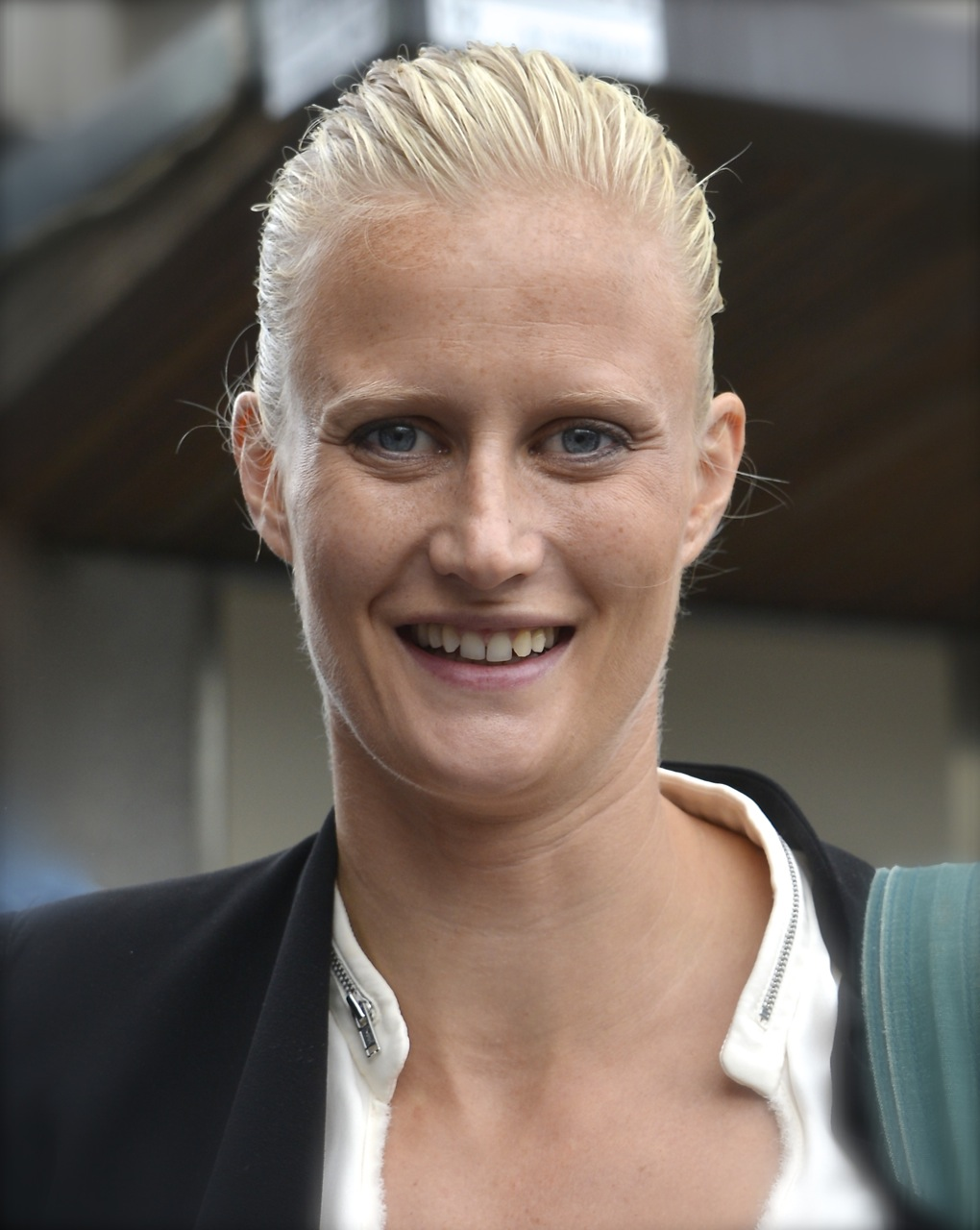
Carolina Klüft

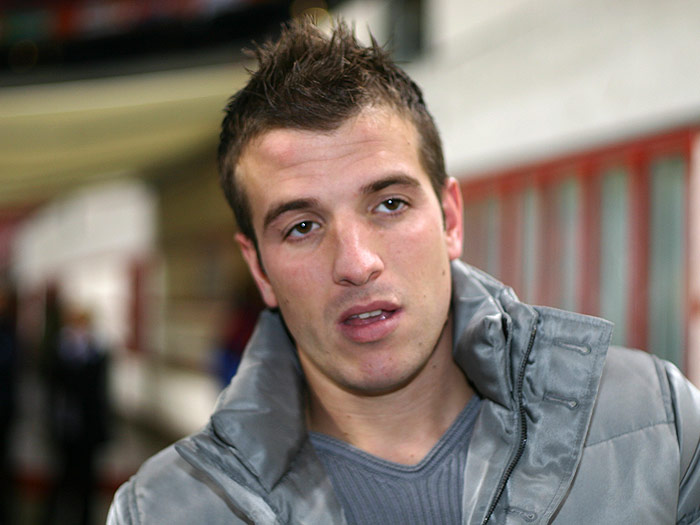
Rafael van der Vaart

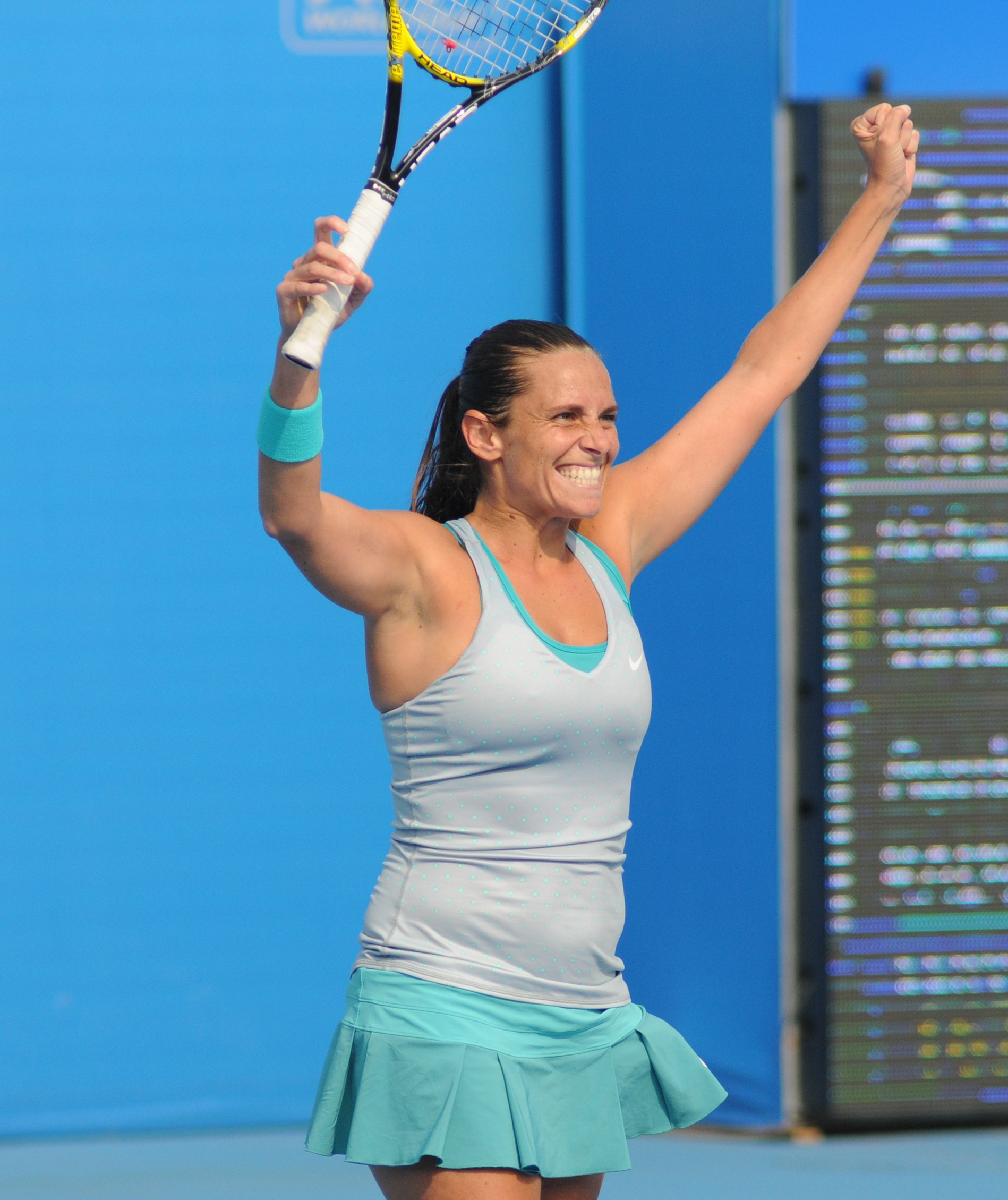
Roberta Vinci

- 01. Februar: Hamed Afagh, iranischer Basketballspieler
- 01. Februar: Florian Liegl, österreichischer Skispringer
- 02. Februar: Anastassija Dawydowa, russische Synchronschwimmerin und vierfache Olympiasiegerin
- 02. Februar: Carolina Klüft, schwedische Siebenkämpferin
- 03. Februar: Carlos Berlocq, argentinischer Tennisspieler
- 04. Februar: Blerim Rrustemi, kanadischer Fußballspieler
- 05. Februar: Anja Hammerseng-Edin, norwegische Handballspielerin
- 06. Februar: Corinna Hein, deutsche Kunstradfahrerin
- 07. Februar: Christian Klien, österreichischer Automobilrennfahrer
- 08. Februar: Jermaine Anderson, kanadischer Basketballspieler
- 08. Februar: Sergej Schirjajew, russischer Skilangläufer
- 08. Februar: Iwan Skobrew, russischer Eisschnelllauf-Allrounder
- 09. Februar: Kim Hyun-ki, südkoreanischer Skispringer
- 09. Februar: Dimitar Rangelow, bulgarischer Fußballspieler
- 09. Februar: Martin Stoll, deutscher Fußballspieler
- 11. Februar: Miladin Kozlina, slowenischer Handballspieler
- 11. Februar: Emmanuel Krontiris, deutscher Fußballspieler
- 11. Februar: Viola Odebrecht, deutsche Fußballspielerin
- 11. Februar: Krzysztof Pływaczyk, polnischer Biathlet
- 11. Februar: David Tarka, australischer Fußballspieler
- 11. Februar: Rafael van der Vaart, niederländischer Fußballspieler
- 13. Februar: Wiktor Schaitar, russischer Automobilrennfahrer
- 14. Februar: Sada Jacobson, US-amerikanische Fechterin
- 14. Februar: Manuel Poggiali, san-marinesischer Motorradrennfahrer
- 14. Februar: Bacary Sagna, französischer Fußballspieler
- 15. Februar: David Andersen, norwegischer Skispringer
- 15. Februar: Rolando Bianchi, italienischer Fußballspieler
- 15. Februar: Philipp Degen, Schweizer Fußballspieler
- 15. Februar: David Degen, Schweizer Fußballspieler
- 15. Februar: Stefan Kaiser, österreichischer Skispringer
- 18. Februar: Monique Henderson, US-amerikanische Leichtathletin und Olympiasiegerin
- 18. Februar: Dmitri Klokow, russischer Gewichtheber
- 18. Februar: Ilja Rosljakow, russischer Skispringer
- 18. Februar: Roberta Vinci, italienische Tennisspielerin
- 19. Februar: Kotoōshū Katsunori, bulgarischer Sumo-Ringer
- 20. Februar: Emad Moteab, ägyptischer Fußballspieler
- 22. Februar: Ragna Ingólfsdóttir, isländische Badmintonspielerin
- 23. Februar: Jens Baumbach, deutscher Handballspieler
- 23. Februar: Ahmed Hossam, ägyptischer Fußballspieler
- 23. Februar: Mirco Bergamasco, italienischer Rugbyspieler
- 24. Februar: Seiko Koasa, japanische Skispringerin
- 24. Februar: Javier Pinola, argentinischer Fußballspieler
- 25. Februar: Fabian Lamotte, deutscher Fußballspieler
- 27. Februar: Andreas Falk, schwedischer Eishockeyspieler
- 27. Februar: Laura Moylan, australische Schachspielerin
- 28. Februar: Nicky Samuels, neuseeländische Triathletin

### März

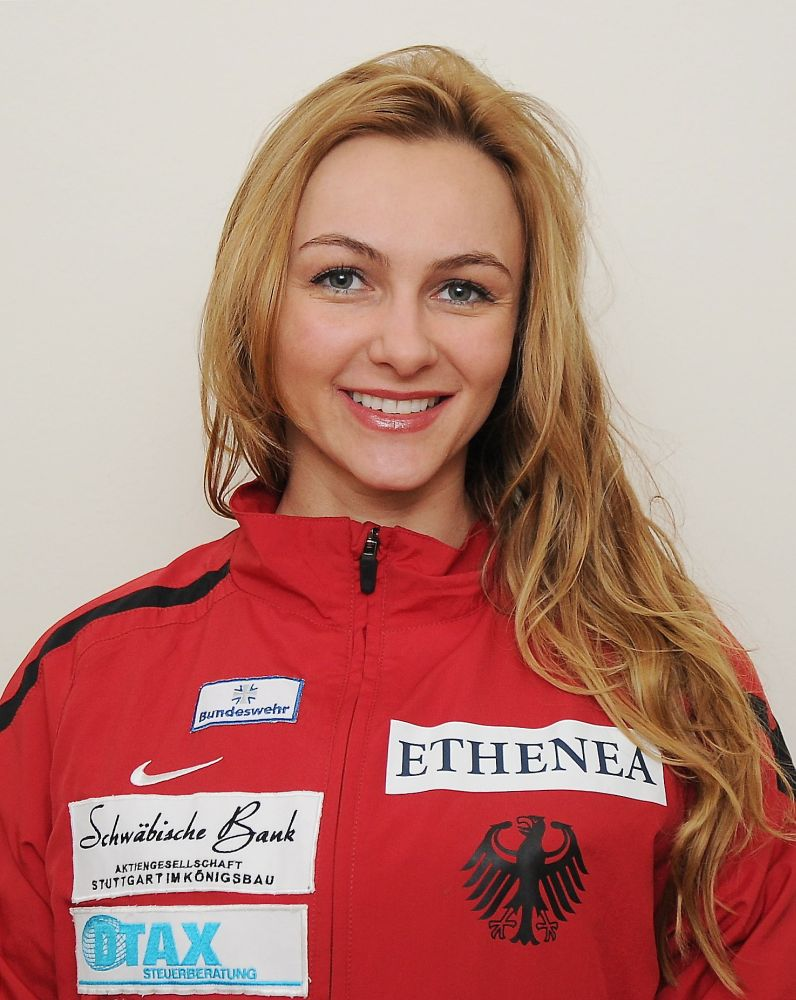
Monika Sozanska

- 01. März: Carlos Abellán, spanischer Radrennfahrer
- 01. März: Lina Alfredsson, schwedische Badmintonspielerin
- 02. März: Igor Antón, spanischer Radrennfahrer
- 02. März: Lisandro López, argentinischer Fußballspieler
- 02. März: Clara Woltering, deutsche Handballspielerin
- 03. März: Sarah Poewe, südafrikanisch-deutsche Schwimmerin
- 04. März: Jaque Fourie, südafrikanischer Rugbyspieler
- 05. März: Pablo Brandán, argentinischer Fußballspieler
- 05. März: Patrick Wunderbaldinger, österreichischer Fußballspieler
- 06. März: Christin Steuer, deutsche Wasserspringerin
- 06. März: Andranik Teymourian, persischer Fußballspieler
- 06. März: Simon Zahner, Schweizer Cyclocrossfahrer
- 07. März: Manucho, angolanischer Fußballspieler
- 07. März: Michael Schweikardt, deutscher Handballspieler und -trainer
- 10. März: Nicolás Amodio, uruguayischer Fußballspieler
- 10. März: Jelena Bolsun, russische Sprinterin
- 11. März: Irini Aindili, griechische Rhythmische Sportgymnastin
- 12. März: Jiří Vráblík, tschechischer Tischtennisspieler
- 13. März: Alex Cano, kolumbianischer Radrennfahrer
- 13. März: Mariano Julio Izco, argentinischer Fußballer
- 13. März: Monika Sozanska, deutsche Degenfechterin
- 14. März: Baqtijar Artajew, kasachischer Boxer
- 14. März: Nery Mantey Niangkouara, griechische Schwimmerin
- 15. März: Djelaludin Sharityar, afghanisch-deutscher Fußballspieler
- 16. März: Mark Ardelan, kanadischer Eishockeyspieler
- 17. März: Zenon Caravella, australischer Fußballspieler
- 17. März: Astrid Guyart, französische Florettfechterin
- 17. März: Matteo Paro, italienischer Fußballspieler
- 17. März: Emanuel Rivas, argentinischer Fußballspieler
- 19. März: Tomoyoshi Koyama, japanischer Motorradrennfahrer
- 20. März: Lukas Dawidowski, deutsch-polnischer Basketballspieler
- 20. März: Thomas Kahlenberg, dänischer Fußballspieler
- 22. März: Youssef Karami, iranischer Taekwondoin
- 22. März: Agnieszka Wieszczek, polnische Ringerin
- 23. März: Mo Farah, britischer Leichtathlet
- 24. März: T. J. Ford, US-amerikanischer Basketballspieler
- 25. März: Njazi Kuqi, finnischer Fußballspieler
- 25. März: Martín Silva, uruguayischer Fußballspieler
- 25. März: Tian Tian, chinesische Schachspielerin
- 26. März: Toni Elías, spanischer Motorradrennfahrer
- 26. März: Teemu Lassila, finnischer Eishockeytorhüter
- 28. März: Ladji Doucouré, französischer Leichtathlet
- 30. März: Holger Glandorf, deutscher Handballspieler
- 30. März: Sebastián Monesterolo, argentinischer Fußballspieler
- 30. März: Linnea Torstenson, schwedische Handballspielerin
- 31. März: Hashim Amla, südafrikanischer Cricketspieler

### April
- 01. April: Christian Schulz, deutscher Fußballspieler
- 01. April: Amr Zaki, ägyptischer Fußballspieler
- 03. April: Ludovic Butelle, französischer Fußballtorwart
- 04. April: Jewgeni Artjuchin, russischer Eishockeyspieler
- 05. April: Maksim Anissimau, belarussischer Skispringer
- 05. April: Jorge Andrés Martínez, uruguayischer Fußballspieler

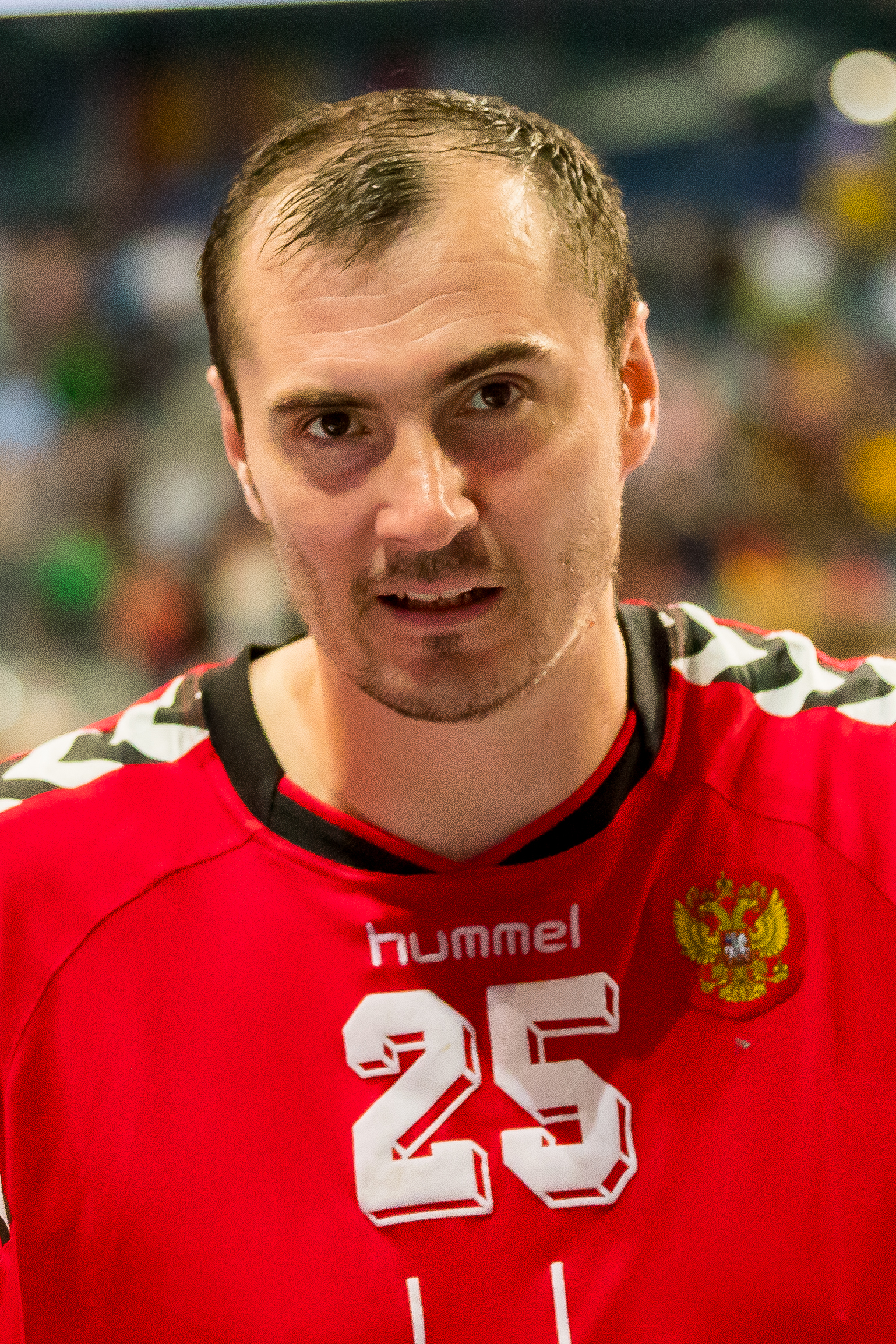
Sergei Schelmenko

- 05. April: Sergei Schelmenko, ukrainisch-russischer Handballspieler
- 06. April: Torge Johannsen, deutscher Handballspieler
- 06. April: Mareike Nettersheim, deutsche Basketballspielerin
- 06. April: Christian Sprenger, deutscher Handballspieler
- 06. April: James Wade, englischer Dartspieler
- 07. April: Marcos Angeleri, argentinischer Fußballspieler

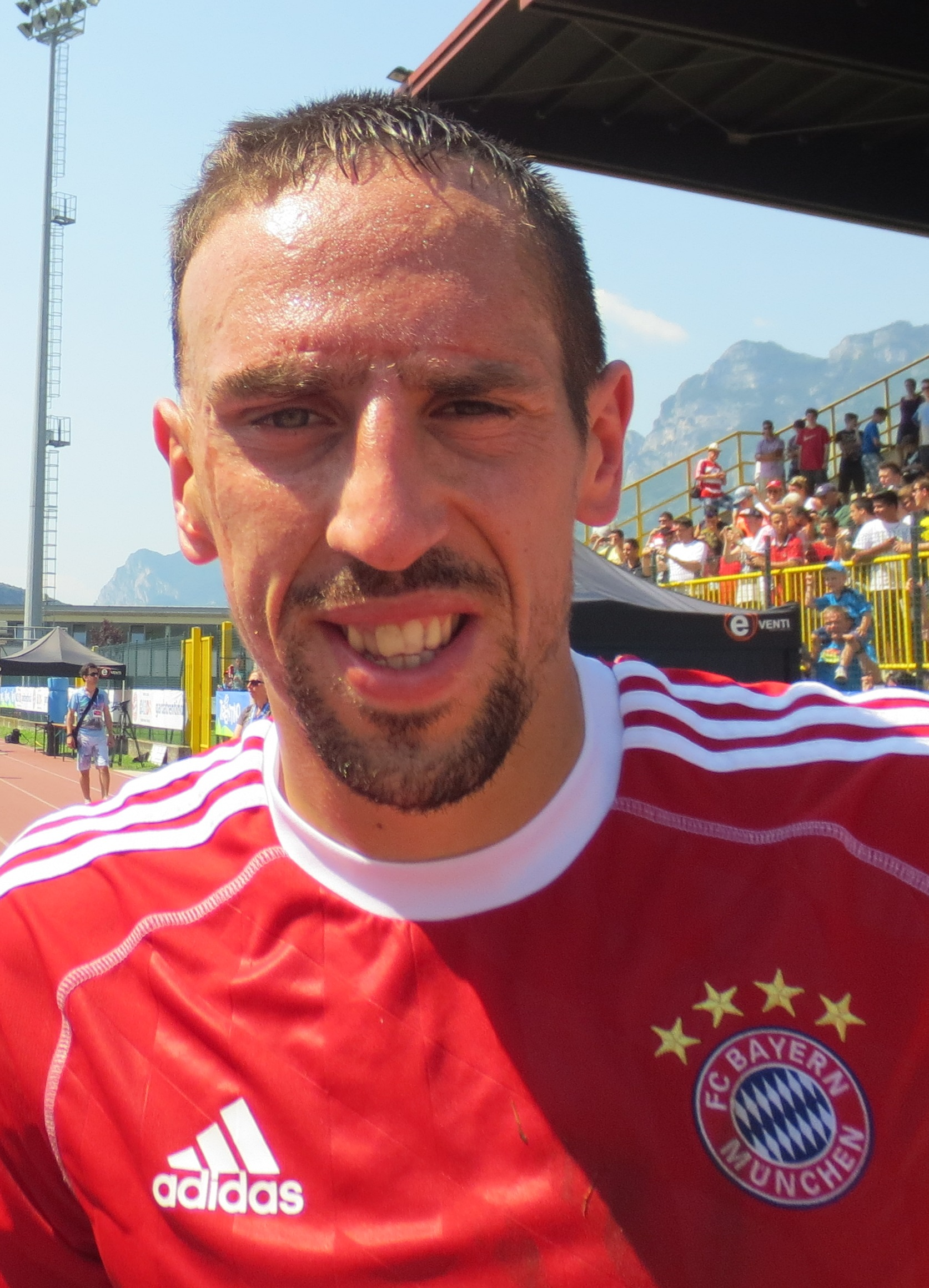
Franck Ribéry

- 07. April: Franck Ribéry, französischer Fußballspieler
- 08. April: Katja Abel, deutsche Turnerin
- 08. April: Anastassija Jermakowa, russische Synchronschwimmerin und vierfache Olympiasiegerin
- 10. April: Fumiyuki Beppu, japanischer Radsportler
- 10. April: Inna Suprun, ukrainische Biathletin
- 12. April: Jelena Dokić, australische Tennisspielerin
- 13. April: Schalk Burger, südafrikanischer Rugbyspieler
- 13. April: Nicole Cooke, britische Radsportlerin
- 13. April: Philipp Heerwagen, deutscher Fußballspieler
- 13. April: Tian Zhandong, chinesischer Skispringer
- 14. April: Denis Berger, österreichischer Fußballspieler
- 15. April: Ilja Kowaltschuk, russischer Eishockeyspieler
- 15. April: Igor Hürlimann, Schweizer Fußballspieler
- 16. April: Daniel Hubmann, Schweizer Orientierungsläufer
- 16. April: James Winslow, britischer Automobilrennfahrer
- 17. April: Marcel Effenberger, deutscher Handballspieler
- 20. April: Max Neukirchner, deutscher Motorradrennfahrer
- 21. April: Marco Donadel, italienischer Fußballspieler
- 22. April: André Genz, deutscher Handballspieler
- 22. April: Alexander Hübe, deutscher Handballtorwart
- 23. April: Leon Andreasen, dänischer Fußballspieler

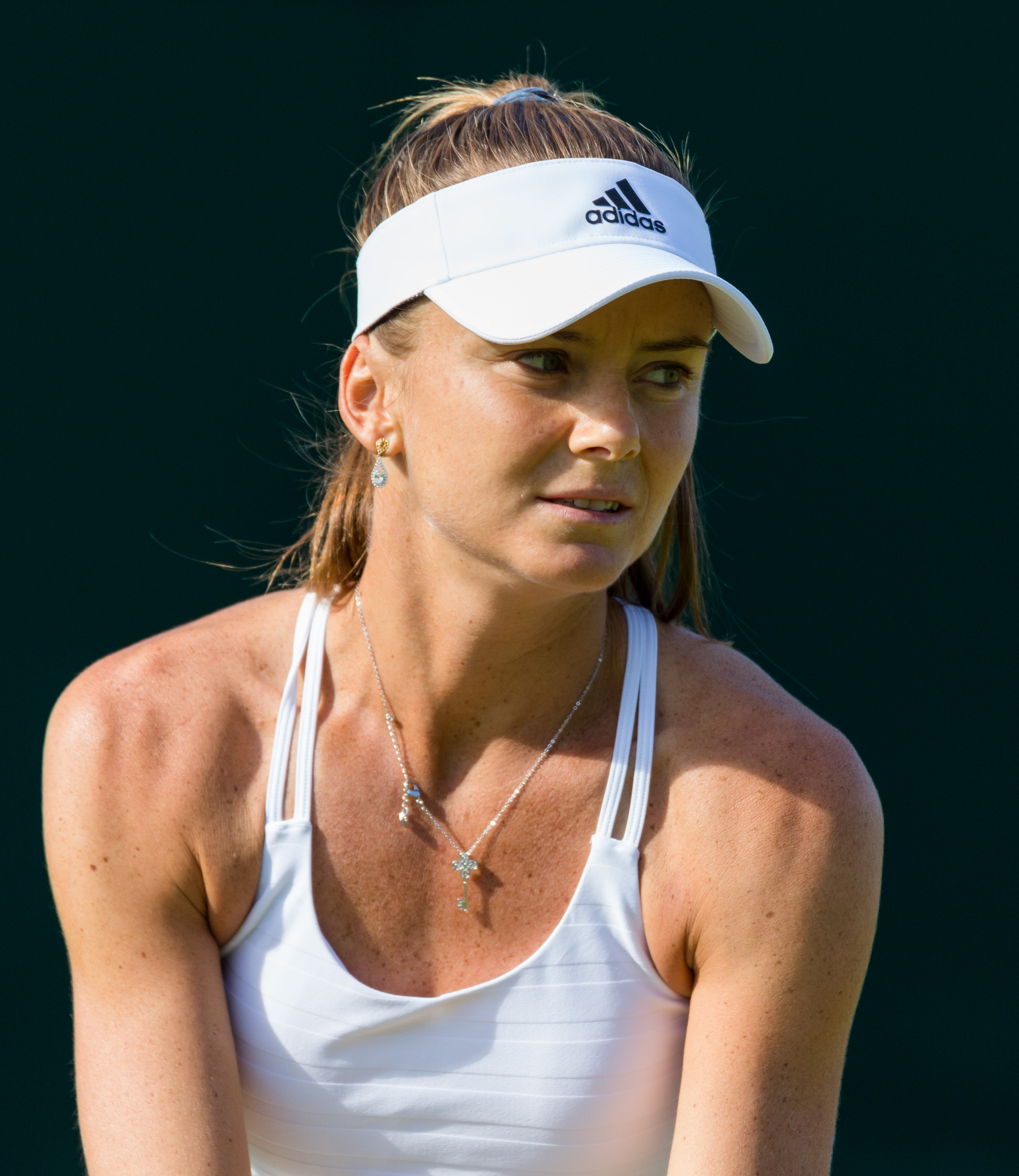
Daniela Hantuchová

- 23. April: Daniela Hantuchová, slowakische Tennisspielerin
- 23. April: Marta Mangué, spanische Handballspielerin
- 24. April: Jenny Adler, deutsche Biathletin
- 24. April: Britt Goodwin, britische Handballspielerin
- 25. April: Dušan Kožíšek, tschechischer Skilangläufer
- 25. April: Paulo Pezzolano, uruguayischer Fußballspieler
- 25. April: Kōki Saga, japanischer Automobilrennfahrer
- 26. April: Olaf Abshagen, deutscher Handballtorwart
- 29. April: Han Ying, deutsche Tischtennisspielerin
- 30. April: Jewgeni Korotyschkin, russischer Schwimmer

### Mai
- 01. Mai: Celso Míguez, spanischer Automobilrennfahrer

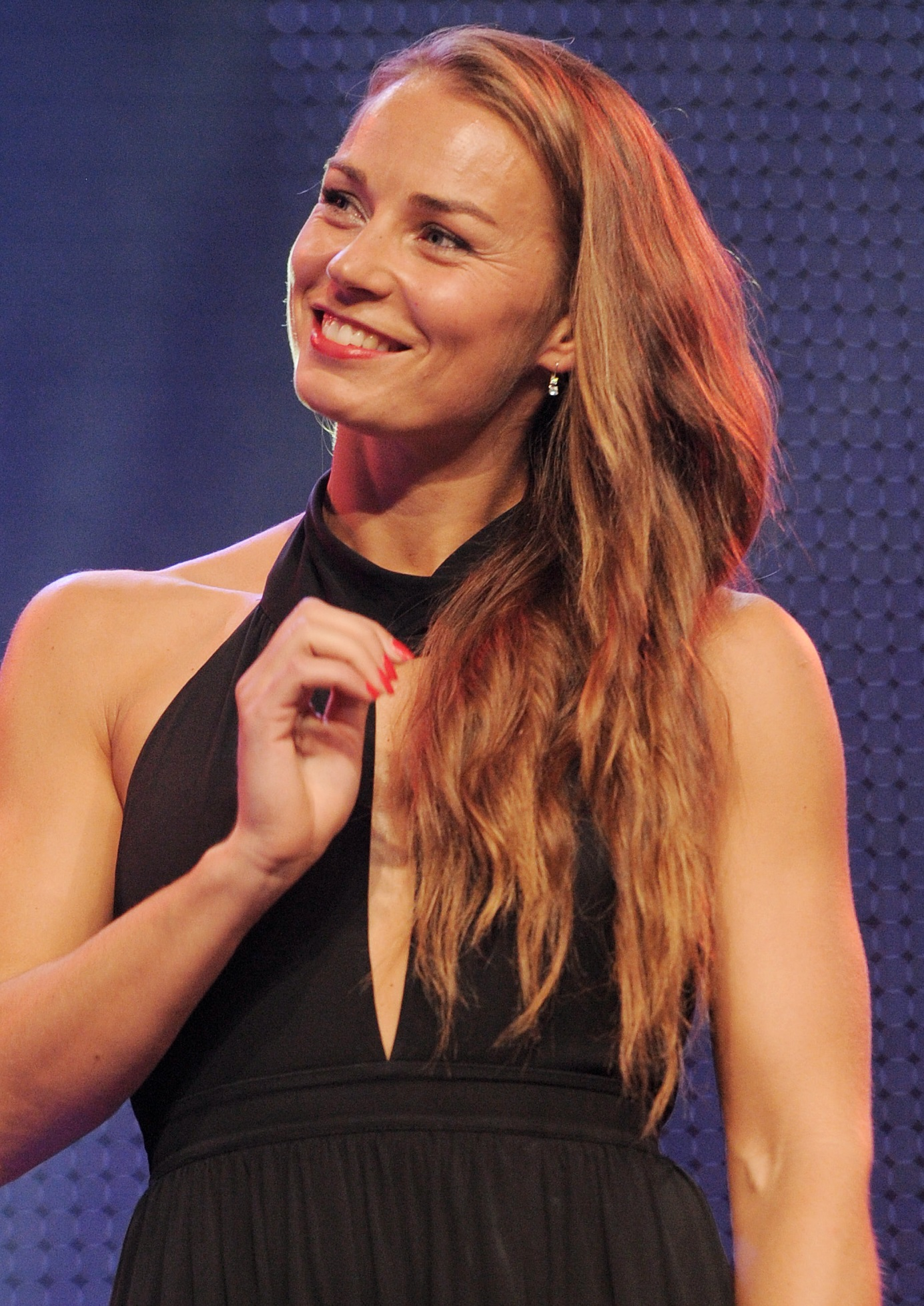
Tina Maze

- 02. Mai: Tina Maze, slowenische Skirennläuferin
- 02. Mai: Daniel Sordo, spanischer Rallyefahrer
- 02. Mai: Carlos Valdez, uruguayischer Fußballspieler
- 03. Mai: Joseph Addai, US-amerikanischer American-Football-Spieler
- 03. Mai: Rosinei Adolfo, brasilianischer Fußballspieler
- 03. Mai: Thomas Lobben, norwegischer Skispringer
- 03. Mai: Franco Parisi, australischer Fußballspieler
- 04. Mai: Carlos Grossmüller, uruguayischer Fußballspieler
- 04. Mai: Edit Lengyel, ungarische Handballspielerin
- 04. Mai: Rubén Olivera, uruguayischer Fußballspieler
- 04. Mai: Derek Roy, kanadischer Eishockeyspieler
- 06. Mai: Daniel Alves da Silva, brasilianischer Fußballspieler
- 06. Mai: Ida Bjørndalen, norwegische Handballspielerin
- 06. Mai: Alexander Thamm, deutscher Fußballspieler
- 07. Mai: Matt Amado, kanadisch-portugiesischer Eishockeyspieler
- 07. Mai: Garry O’Connor, schottischer Fußballspieler
- 07. Mai: Arnhild Holmlimo, norwegische Handballspielerin
- 07. Mai: Tomasz Pochwała, polnischer Skispringer und nordischer Kombinierer
- 08. Mai: Michael Andrey, schweizerischer Badmintonspieler
- 09. Mai: Leandro Rinaudo, italienischer Fußballspieler
- 09. Mai: Corina Ssuschke-Voigt, deutsche Volleyballspielerin
- 11. Mai: Matt Leinart, US-amerikanischer American-Football-Spieler
- 11. Mai: Jana Romanowa, russische Biathletin
- 12. Mai: Igor de Camargo, brasilianisch-belgischer Fußballspieler

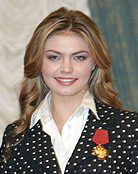
Alina Kabajewa

- 12. Mai: Alina Kabajewa, russische rhythmische Sportgymnastin, Europameisterin, Weltmeisterin und Olympiasiegerin
- 12. Mai: Virginie Razzano, französische Tennisspielerin
- 13. Mai: Anita Görbicz, ungarische Handballspielerin und -trainerin
- 14. Mai: Amir Akrout, tunesischer Fußballspieler
- 14. Mai: Tomisław Tajner, polnischer Skispringer
- 14. Mai: Frank Gore, US-amerikanischer American-Football-Spieler
- 17. Mai: Danko Lazović, serbischer Fußballspieler
- 17. Mai: Benjamin Reichert, deutscher Fußballspieler
- 18. Mai: Márcio Fernandes, kap-verdischer Leichtathlet
- 19. Mai: Sjarhej Asarau, belarussischer Schachmeister
- 19. Mai: José Luis Munuera Montero, spanischer Fußballschiedsrichter
- 19. Mai: İbrahim Aydemir, deutsch-türkischer Fußballspieler
- 20. Mai: Anastassija Russkich, russische Badmintonspielerin
- 21. Mai: Giuseppe Aquaro, italienischer Fußballspieler
- 22. Mai: John Hopkins, US-amerikanischer Motorradrennfahrer
- 23. Mai: Jaisha Orchatteri, indische Mittel- und Langstreckenläuferin
- 23. Mai: Ante Tomić, kroatischer Fußballspieler
- 24. Mai: Bastien Brière, französischer Mediziner und Automobilrennfahrer
- 25. Mai: Daniel Albrecht, Schweizer Skirennläufer
- 28. Mai: Metin Akan, türkischer Fußballspieler
- 28. Mai: Alex Arseno, brasilianischer Radrennfahrer
- 28. Mai: Jernej Damjan, slowenischer Skispringer
- 30. Mai: Ignacio Ithurralde, uruguayischer Fußballspieler
- 30. Mai: Roger Lee Hayden, US-amerikanischer Motorradrennfahrer
- 30. Mai: Dennis Tretow, deutscher Handballspieler
- 30. Mai: Matej Uram, slowakischer Skispringer
- 31. Mai: Kim Aabech, dänischer Fußballspieler
- 31. Mai: Leon Haslam, britischer Motorradrennfahrer

### Juni
- 01. Juni: Emil Feuchtmann Perez, chilenischer Handballspieler
- 02. Juni: Hüsni Tahiri, albanischer Fußballspieler
- 03. Juni: George Daniel Anghelache, rumänischer Cyclocross- und Straßenradrennfahrer
- 04. Juni: Abdulaziz Al Faisal, saudi-arabischer Automobilrennfahrer
- 07. Juni: Nico Kunert, deutscher Kunstradfahrer
- 08. Juni: Gaines Adams, US-amerikanischer American-Football-Spieler († 2010)

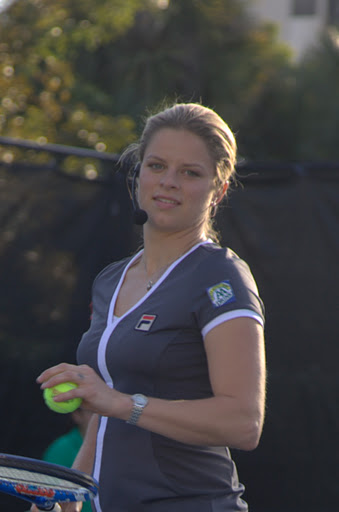
Kim Clijsters

- 08. Juni: Kim Clijsters, belgische Tennisspielerin
- 08. Juni: Graeme Smith, schottischer Fußballtorwart
- 09. Juni: Jaime Celestino Dias Bragança, portugiesischer Fußballspieler
- 10. Juni: Tony Angiboust, französischer Curler
- 10. Juni: Michael Auer, österreichischer Fußballspieler
- 10. Juni: Lee Dong-jun, südkoreanischer Fußballschiedsrichter
- 16. Juni: Sebastian Linder, deutscher Handballspieler
- 19. Juni: Gregor Arbet, estnischer Basketballspieler
- 20. Juni: Deonise Cavaleiro, brasilianische Handballspielerin
- 23. Juni: Kari Arkivuo, finnischer Fußballspieler
- 23. Juni: José Manuel Rojas, chilenischer Fußballspieler
- 24. Juni: Johan Andersson, schwedischer Handballspieler
- 24. Juni: Albert von Thurn und Taxis, deutscher Unternehmer und Automobilrennfahrer
- 25. Juni: Daniele Gastaldello, italienischer Fußballspieler
- 26. Juni: Felipe Melo, brasilianischer Fußballspieler
- 26. Juni: Antonio Rosati, italienischer Fußballspieler
- 28. Juni: Georgi Andonow, bulgarischer Fußballspieler
- 28. Juni: Adnan Harmandić, bosnischer Handballspieler
- 28. Juni: Dmitri Olegowitsch Jakowenko, russischer Schachspieler
- 28. Juni: Alexei Petuchow, russischer Skilangläufer
- 28. Juni: Jörg Ritzerfeld, deutscher Skispringer
- 29. Juni: Luca Ascani, italienischer Radrennfahrer
- 30. Juni: Marcus Burghardt, deutscher Radrennfahrer

### Juli
- 01. Juli: Sherif Ekramy, ägyptischer Fußballspieler
- 03. Juli: Kieron Achara, britischer Basketballspieler
- 03. Juli: Shin’ya Aoki, japanischer Mixed-Martial-Arts-Kämpfer
- 04. Juli: Miguel Pinto, chilenischer Fußballtorwart
- 05. Juli: Tessa Bremmer, niederländische Handballspielerin
- 05. Juli: Jonás Gutiérrez, argentinischer Fußballspieler
- 05. Juli: Zheng Jie, chinesische Tennisspielerin
- 05. Juli: Alexander Legkow, russischer Skilangläufer und Olympiasieger
- 05. Juli: Anne Müller, deutsche Handballspielerin
- 06. Juli: Shama Aboobakar, mauritische Badmintonspielerin
- 06. Juli: Nicolás Vigneri, uruguayischer Fußballspieler
- 07. Juli: Stanislaw Donez, russischer Schwimmer
- 07. Juli: Krzysztof Lijewski, polnischer Handballspieler
- 08. Juli: Jaroslav Janiš, tschechischer Automobilrennfahrer
- 08. Juli: Antonio Mirante, italienischer Fußballspieler
- 10. Juli: Isabell Bachor, deutsche Fußballspielerin
- 10. Juli: Ondřej Zdráhala, tschechischer Handballspieler
- 11. Juli: Mehmet Al, türkischer Fußballspieler
- 11. Juli: Oliver Setzinger, österreichischer Eishockeyspieler
- 11. Juli: Rafał Śliż, polnischer Skispringer
- 13. Juli: Mohamed Abdelwahab, ägyptischer Fußballspieler († 2006)
- 13. Juli: Diana Bacosi, italienische Sportschützin in der Disziplin Skeet
- 13. Juli: Liu Xiang, chinesischer Leichtathlet und Olympiasieger
- 14. Juli: Igor Andrejew, russischer Tennisspieler
- 14. Juli: Primož Prošt, slowenischer Handballspieler
- 14. Juli: Witalij Schumbarez, ukrainischer Skispringer
- 15. Juli: Élodie Coppola, französische Fußballschiedsrichterassistentin
- 15. Juli: Olga Graf, russische Eisschnellläuferin
- 18. Juli: George Bovell, Schwimmer aus Trinidad und Tobago
- 18. Juli: Carlos Diogo, uruguayischer Fußballspieler
- 18. Juli: Jan Schlaudraff, deutscher Fußballspieler
- 19. Juli: Silva Lone Saländer, deutsche Fußballspielerin
- 19. Juli: Vjekoslav Tomić, kroatischer Fußballtorhüter
- 21. Juli: Ismaël Bouzid, algerischer Fußballspieler
- 21. Juli: Stuart Easton, britischer Motorradrennfahrer
- 22. Juli: Juliana Felisberta da Silva, brasilianische Beachvolleyballspielerin und Weltmeisterin
- 23. Juli: Bastian Kaltenböck, österreichischer Skispringer
- 23. Juli: Aaron Peirsol, US-amerikanischer Schwimmer
- 24. Juli: Ángelo Paleso, uruguayischer Fußballspieler

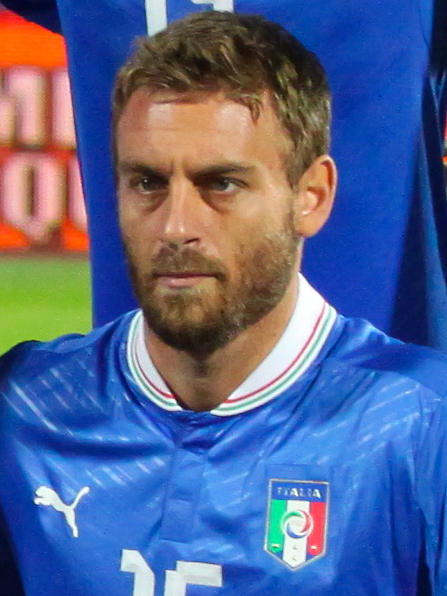
Daniele De Rossi

- 24. Juli: Daniele De Rossi, italienischer Fußballspieler
- 25. Juli: Olga Schitowa, russische Volleyballspielerin und Weltmeisterin 2006
- 27. Juli: Ken Asaeda, deutsch-japanischer Fußballspieler
- 27. Juli: Lorik Cana, Fußballspieler
- 28. Juli: Marcel Schied, deutscher Fußballspieler
- 30. Juli: Timur Dibirow, russischer Handballspieler
- 30. Juli: Cristian Molinaro, italienischer Fußballspieler
- 30. Juli: Petja Nedeltschewa, bulgarische Badmintonspielerin

### August
- 01. August: Richard Porta, uruguayisch-australischer Fußballspieler
- 02. August: Michel Bastos, brasilianischer Fußballspieler
- 02. August: Berit Kristensen, dänische Handballspielerin
- 03. August: Johannes Hofer, italienischer Naturbahnrodler
- 05. August: Florian Huth, deutscher Volleyball- und Beachvolleyballspieler
- 05. August: Annika Mehlhorn, deutsche Schwimmerin
- 06. August: Björn Kircheisen, deutscher Nordischer Kombinierer
- 06. August: Robin van Persie, niederländischer Fußballspieler
- 07. August: Engin Aktürk, türkischer Fußballspieler
- 07. August: Andrij Hrywko, ukrainischer Radrennfahrer
- 09. August: Jewgenija Lamonowa, russische Florettfechterin
- 10. August: Héctor Faubel, spanischer Motorradrennfahrer
- 10. August: Augustin Gensse, französischer Tennisspieler
- 11. August: Pippa Mann, britische Automobilrennfahrerin
- 11. August: Christoph Schindler, deutscher Handballspieler
- 12. August: Yoshiyuki Asari, japanischer Biathlet
- 12. August: Klaas-Jan Huntelaar, niederländischer Fußballspieler
- 13. August: Thomas Schwall, US-amerikanischer Skispringer
- 14. August: Timo Preußler, deutscher Sport- und Wettkampfkletterer
- 16. August: Nikolaos Zisis, griechischer Basketballspieler
- 18. August: Georgina Bardach, argentinische Schwimmerin, Olympiateilnehmerin
- 19. August: Mike Conway, britischer Automobilrennfahrer
- 20. August: Jelena Poljonowa, russische Handballspielerin
- 21. August: Juan Álvez, uruguayischer Fußballspieler
- 21. August: Scott McDonald, australischer Fußballspieler
- 22. August: Johan Andersson, schwedischer Fußballspieler
- 22. August: Theo Bos, niederländischer Radrennfahrer
- 22. August: Maryna Strilezka, ukrainische Fußballschiedsrichterassistentin
- 23. August: Luca Scassa, italienischer Motorradrennfahrer

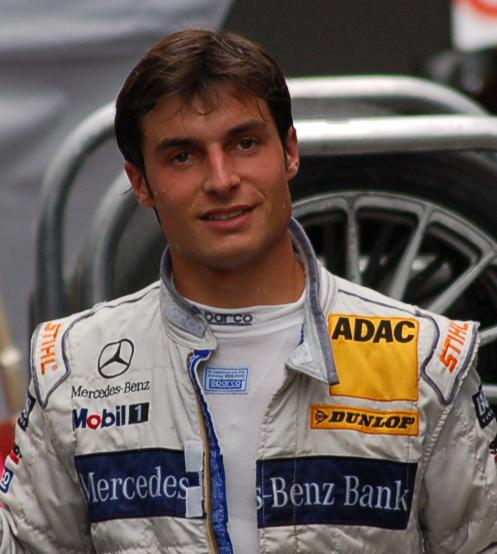
Bruno Spengler

- 23. August: Bruno Spengler, kanadischer Automobilrennfahrer

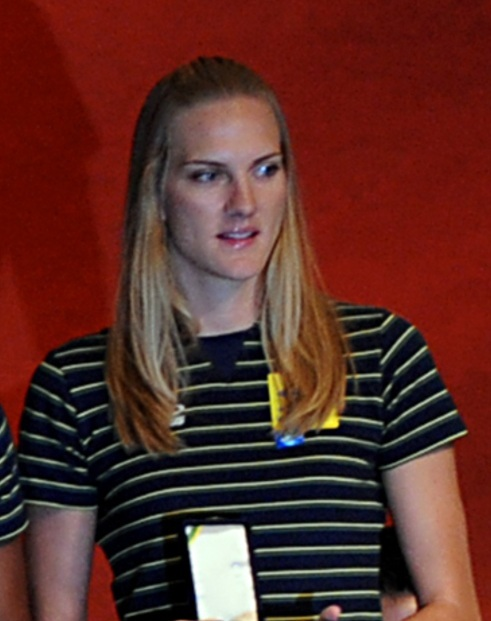
Marianne Steinbrecher

- 23. August: Marianne Steinbrecher, brasilianische Volleyballspielerin
- 23. August: António Manuel Ximenes, osttimoresischer Fußballspieler († 2016)
- 24. August: Leandro Domingues, brasilianischer Fußballspieler († 2025)
- 24. August: Aivis Jurdžs, lettischer Handballspieler
- 25. August: Alexander Abrossimow, russischer Volleyballspieler
- 25. August: Mehdi Bennani, marokkanischer Automobilrennfahrer
- 25. August: James Rossiter, britischer Automobilrennfahrer
- 25. August: Siniša Ubiparipović, bosnisch-herzegowinischer Fußballspieler
- 26. August: Mattia Cassani, italienischer Fußballspieler
- 26. August: Nicol David, malaysische Squashspielerin
- 26. August: Magnus Moan, norwegischer Nordisch Kombinierer
- 27. August: An Weijiang, chinesischer Eisschnellläufer
- 27. August: Felice Piccolo, italienischer Fußballspieler
- 28. August: Will Herring, US-amerikanischer American-Football-Spieler
- 28. August: Manuela Mölgg, italienische Skirennläuferin
- 28. August: Christian Pander, deutscher Fußballspieler
- 29. August: Tino Mohaupt, deutscher Sportschütze
- 30. August: Emmanuel Culio, argentinischer Fußballspieler
- 30. August: Gustavo Eberto, argentinischer Fußballspieler († 2007)
- 30. August: Simone Pepe, italienischer Fußballspieler
- 31. August: Lasse Svan, dänischer Handballspieler
- 31. August: Larry Fitzgerald, US-amerikanischer American-Football-Spieler

### September
- 01. September: Marcelo Carrusca, argentinischer Fußballspieler
- 01. September: José Antonio Reyes, spanischer Fußballspieler († 2019)
- 02. September: Esteban Batista, uruguayischer Basketballspieler
- 02. September: Ralph Gunesch, deutscher Fußballspieler
- 02. September: Kamilla Kristensen, dänische Handballspielerin
- 03. September: Roman Amojan, armenischer Ringer
- 03. September: Augusto Farfus, brasilianischer Automobilrennfahrer
- 03. September: Cristian Fabbiani, argentinischer Fußballspieler
- 05. September: Pablo Granoche, uruguayischer Fußballspieler
- 05. September: Duško Savanović, serbischer Basketballspieler
- 07. September: Annette Dytrt, deutsche Eiskunstläuferin

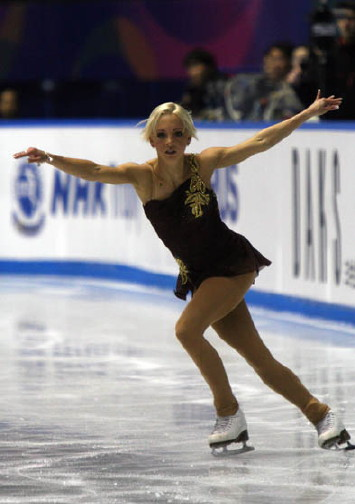
Annette Dytrt

- 10. September: Fernando Belluschi, argentinischer Fußballspieler
- 10. September: Jérémy Toulalan, französischer Fußballspieler
- 11. September: Lauryn Williams, US-amerikanische Leichtathletin und Olympionikin
- 13. September: María Carvajal, chilenische Fußballschiedsrichterin
- 13. September: Haiko Hirsch, deutscher Eishockeyspieler
- 14. September: Andres Ambühl, Schweizer Eishockeyspieler
- 14. September: Silvia Angulo Rugeles, kolumbianische Squashspielerin
- 14. September: Steffen Wohlfarth, deutscher Fußballspieler
- 14. September: Jennifer Zietz, deutsche Fußballspielerin
- 15. September: Georges Akiremy, gabunischer Fußballspieler
- 15. September: Ashleigh McIvor, kanadische Freestyle-Skierin
- 15. September: Ann Grete Nørgaard, dänische Handballspielerin
- 16. September: Kirsty Coventry, simbabwische Schwimmerin
- 16. September: Nora Reiche, deutsche Handballspielerin
- 17. September: İbrahim Ülüm, türkischer Fußballspieler
- 19. September: Bianca Trumpf, deutsche Handballspielerin
- 20. September: Mustafa Akçay, türkischer Fußballspieler
- 21. September: Fernando Cavenaghi, argentinischer Fußballspieler
- 21. September: Francesco Dracone, italienischer Automobilrennfahrer
- 21. September: Anna Meares, australische Radrennfahrerin
- 23. September: Leinier Domínguez, kubanischer Schachgroßmeister
- 23. September: Marcelo Melo, brasilianischer Tennisspieler
- 24. September: Atsushi Itō, japanischer Fußballspieler
- 27. September: Jay Bouwmeester, kanadischer Eishockeyspieler
- 28. September: Michael Kraus, deutscher Handballspieler
- 29. September: Bryan Aldave, uruguayischer Fußballspieler
- 29. September: Özcan Dağ, türkischer Fußballspieler
- 29. September: Michael Ohnesorge, deutscher Fußballspieler

### Oktober
- 01. Oktober: Koray Arslan, türkischer Fußballspieler
- 01. Oktober: Eric Shanteau, US-amerikanischer Schwimmer
- 02. Oktober: Prakash Amritraj, indischer Tennisspieler
- 04. Oktober: Dan Clarke, britischer Automobilrennfahrer
- 05. Oktober: Florian Mayer, deutscher Tennisspieler

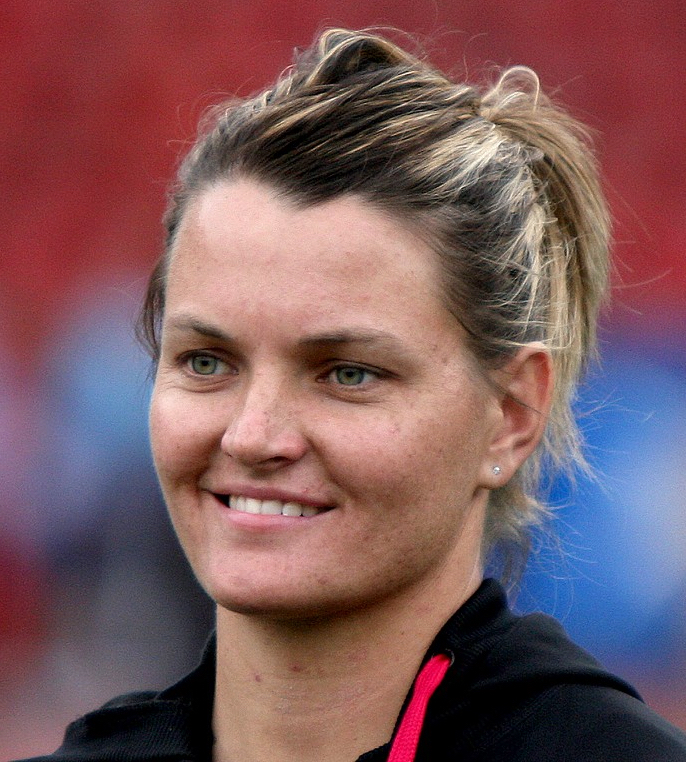
Sunette Viljoen

- 06. Oktober: Sunette Viljoen, südafrikanische Speerwerferin
- 07. Oktober: Maxim Trankow, russischer Eiskunstläufer und Olympiasieger
- 10. Oktober: Jelle Van Damme, belgischer Fußballspieler
- 11. Oktober: Marcel Novick, uruguayischer Fußballspieler
- 11. Oktober: Ruslan Ponomarjow, ukrainischer Schachspieler
- 12. Oktober: Alex Brosque, australischer Fußballspieler
- 12. Oktober: Zé Kalanga, angolanischer Fußballspieler
- 14. Oktober: Renato Civelli, argentinischer Fußballspieler
- 14. Oktober: Betty Heidler, deutsche Leichtathletin, Weltmeisterin im Hammerwurf
- 15. Oktober: Tom Boardman, britischer Automobilrennfahrer
- 15. Oktober: Andreas Ivanschitz, österreichischer Fußballspieler
- 15. Oktober: Bruno Senna, brasilianischer Automobilrennfahrer
- 16. Oktober: John Afoa, neuseeländischer Rugbyspieler
- 16. Oktober: Cristian Ianu, rumänischer Fußballspieler
- 16. Oktober: Philipp Kohlschreiber, deutscher Tennisspieler
- 16. Oktober: Óscar Pujol, spanischer Radrennfahrer
- 17. Oktober: Toshihiro Matsushita, japanischer Fußballspieler
- 17. Oktober: Wahe Tadewosjan, armenischer Fußballspieler
- 20. Oktober: Flavio Cipolla, italienischer Tennisspieler
- 20. Oktober: Stephan Hocke, deutscher Skispringer
- 21. Oktober: Hrvoje Ćustić, kroatischer Fußballspieler († 2008)
- 21. Oktober: Naiara Egozkue, spanische Handballspielerin
- 22. Oktober: Mohammad Abu-Libdeh, jordanischer Taekwondoin
- 24. Oktober: Zoya Douchine, deutsche Eiskunstläuferin
- 27. Oktober: Nikita Chochlow, kasachischer Fußballspieler
- 27. Oktober: Anna Marciak, deutsche Fußballspielerin
- 28. Oktober: Reinier Honig, niederländischer Bahn- und Straßenradrennfahrer
- 29. Oktober: Malik Fathi, deutscher Fußballspieler
- 30. Oktober: Sean Collins, US-amerikanischer Eishockeyspieler
- 30. Oktober: Tobias Damm, deutscher Fußballspieler
- 30. Oktober: Tadeusz Tyc, franko-polnischer Fußballspieler
- 31. Oktober: Songphon Anugritayawon, thailändischer Badmintonspieler
- 31. Oktober: Alexander Grischtschuk, russischer Schachspieler
- 31. Oktober: Alexei Jakimenko, russischer Säbelfechter
- 31. Oktober: Mike Rockenfeller, deutscher Automobilrennfahrer

### November
- 01. November: Sebastián Gómez, andorranischer Fußballspieler
- 01. November: Václav Svěrkoš, tschechischer Fußballspieler
- 02. November: Gillian Apps, kanadische Eishockeyspielerin
- 02. November: Sergej Grigorjanz, russischer Schachgroßmeister

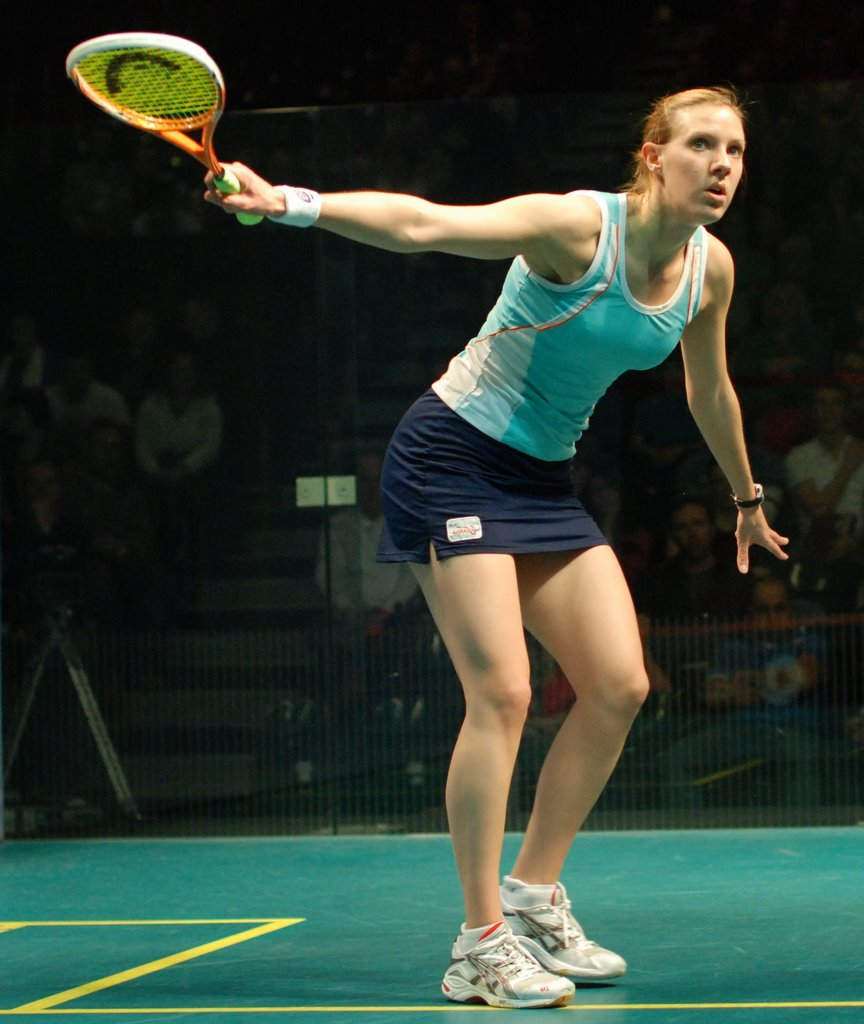
Laura Massaro

- 02. November: Laura Massaro, englische Squashspielerin
- 05. November: Mike Hanke, deutscher Fußballspieler
- 06. November: Nicole Hosp, österreichische Skirennläuferin
- 07. November: Ibson Barreto da Silva, brasilianischer Fußballspieler
- 09. November: Maike März, deutsche Handballtorhüterin
- 10. November: Ole Christen Enger, norwegischer Skispringer
- 11. November: Leon Benko, slowakischer Fußballspieler

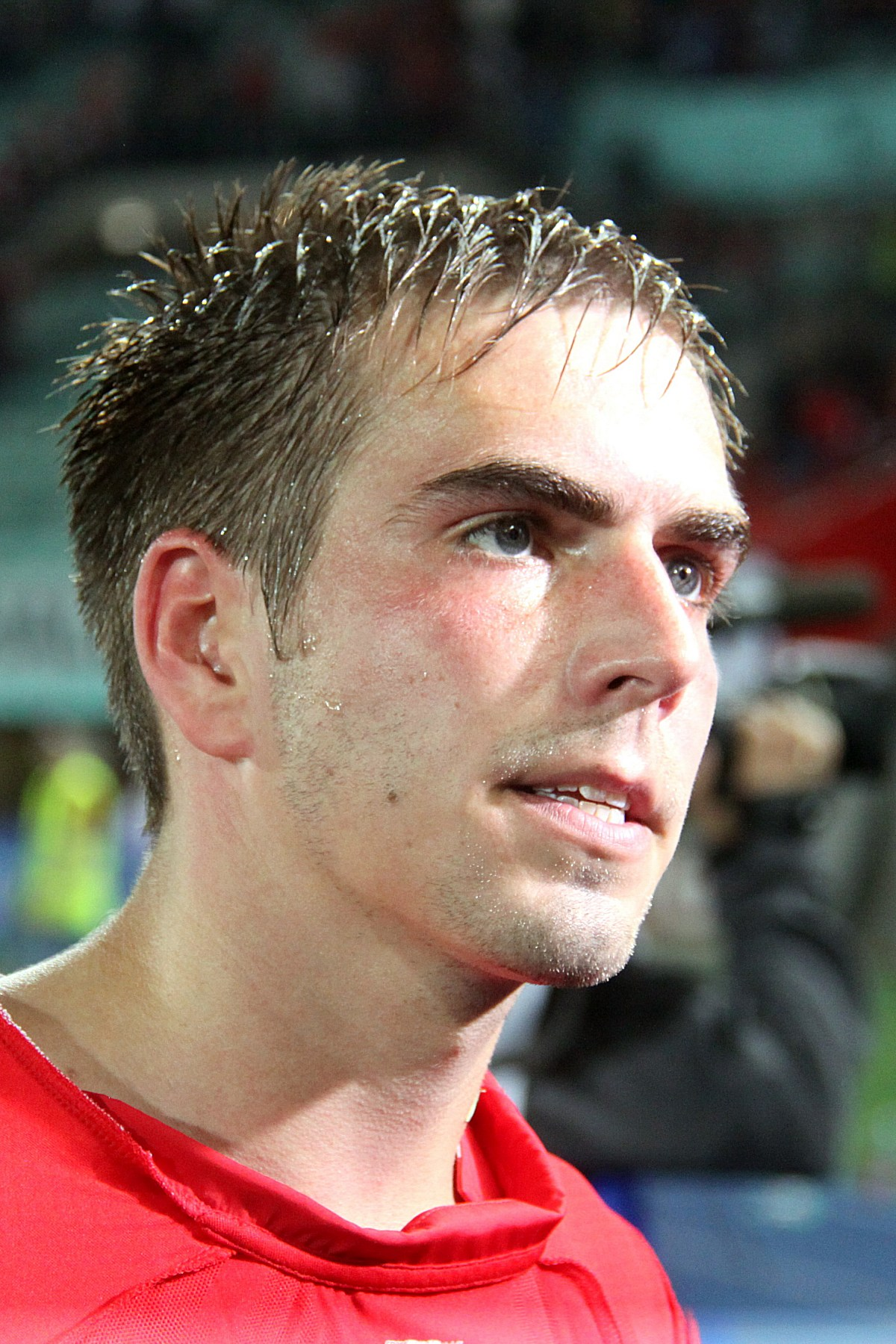
Philipp Lahm

- 11. November: Philipp Lahm, deutscher Fußballspieler
- 11. November: Hironobu Yasuda, japanischer Automobilrennfahrer
- 14. November: Filipos Kasidokostas, griechischer Karambolagespieler und Weltmeister
- 15. November: Natalie Augsburg, deutsche Handballspielerin
- 15. November: Veli-Matti Lindström, finnischer Skispringer
- 16. November: Britta Steffen, deutsche Schwimmerin
- 16. November: Renos Doweiya, nauruischer Gewichtheber
- 17. November: Alessio Bolognani, italienischer Skispringer
- 17. November: Jodie Henry, australische Schwimmerin

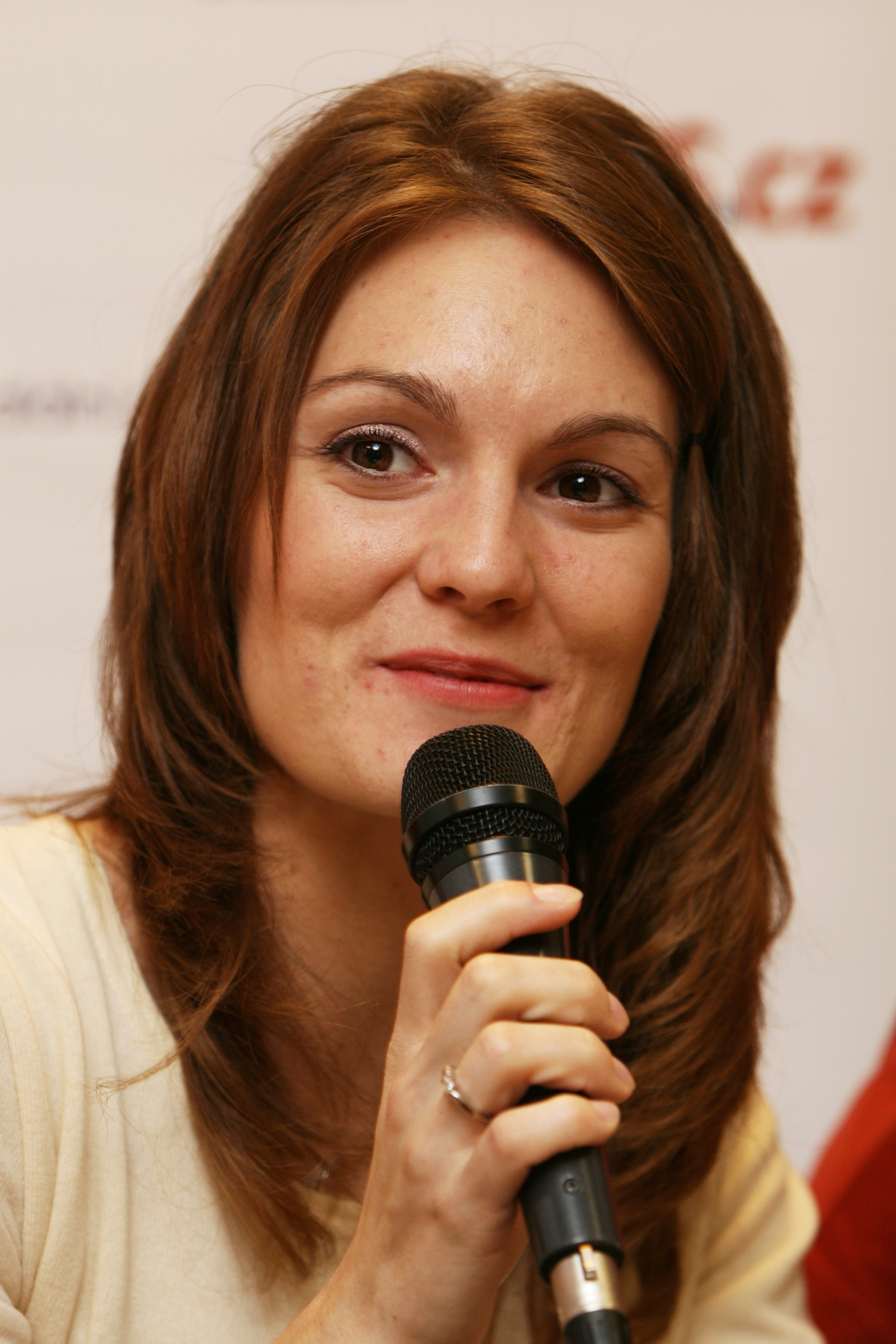
Kateřina Kůrková

- 17. November: Kateřina Kůrková, tschechische Sportschützin
- 18. November: Isabel Swan, brasilianische Seglerin
- 19. November: Varuzhan Akobian, US-amerikanischer Schachgroßmeister armenischer Herkunft
- 19. November: Meseret Defar, äthiopische Leichtathletin und Olympiasiegerin
- 20. November: Dele Aiyenugba, nigerianischer Fußballtorhüter
- 21. November: Daniela Iraschko-Stolz, österreichische Skispringerin
- 22. November: Katja Langkeit, deutsche Handballspielerin
- 24. November: Dean Ashton, englischer Fußballspieler
- 24. November: Luis León Sánchez, spanischer Radrennfahrer
- 25. November: Fernando Henrique, brasilianischer Fußballspieler
- 25. November: Teppei Takano, japanischer Skispringer
- 26. November: Baadur Dschobawa, georgischer Schachspieler
- 27. November: Freddy Borg, schwedischer Fußballspieler
- 27. November: Salvatore Gambino, deutscher Fußballspieler
- 28. November: Alexander Oelze, deutscher Handballspieler und -trainer
- 28. November: Nelson Valdez, paraguayischer Fußballspieler
- 29. November: Harrison Roches, belizischer Fußballspieler
- 30. November: David Carney, australischer Fußballspieler

### Dezember

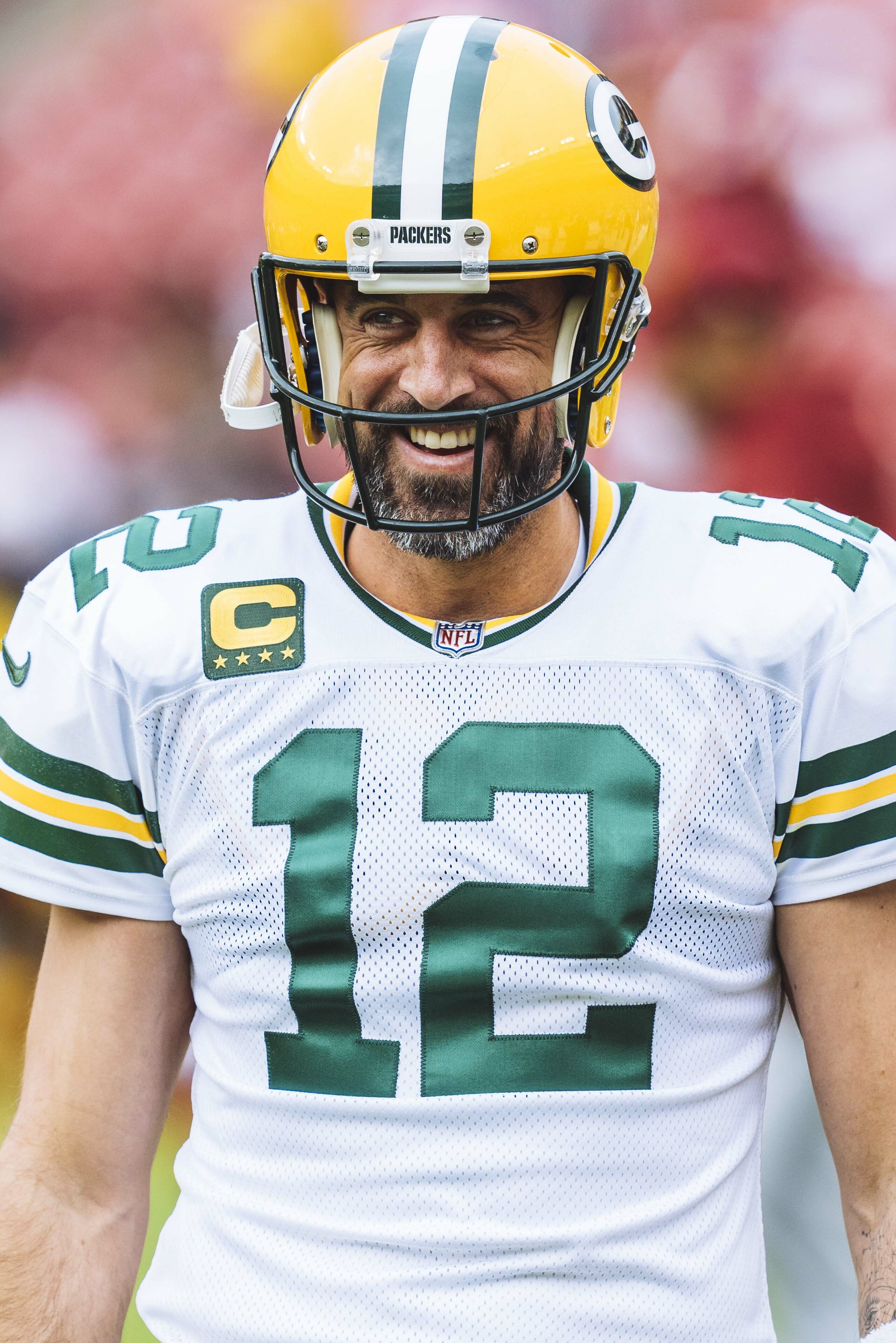
Aaron Rodgers

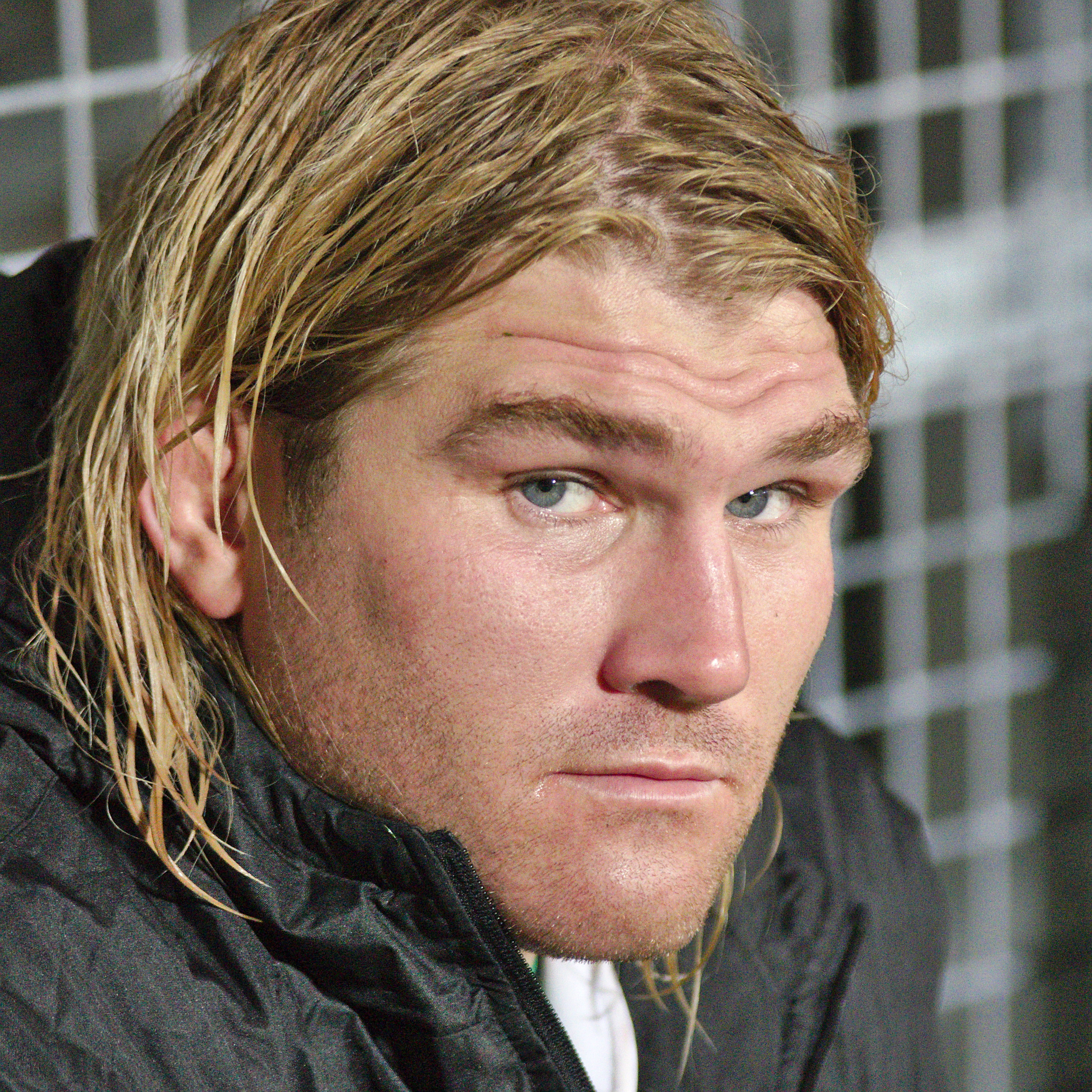
Richard Hibbard

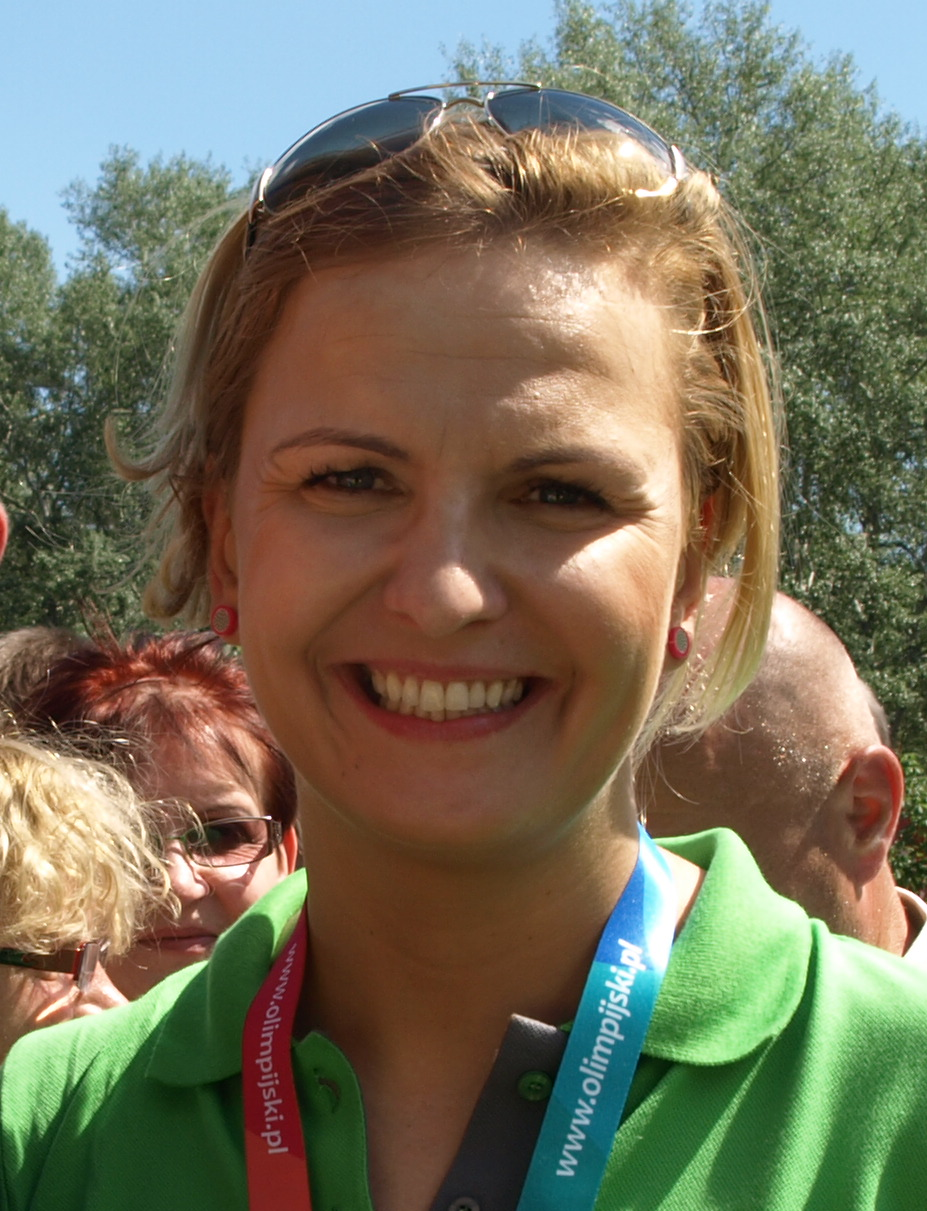
Otylia Jędrzejczak

- 01. Dezember: Adrian Mrowiec, polnischer Fußballspieler
- 02. Dezember: Chris Burke, schottischer Fußballspieler
- 02. Dezember: Aaron Rodgers, US-amerikanischer American-Football-Spieler
- 05. Dezember: Rico Bonath, deutscher Handballspieler
- 06. Dezember: Rob Sims, US-amerikanischer American-Football-Spieler
- 07. Dezember: Linda Bresonik, deutsche Fußballspielerin
- 12. Dezember: Christine Beier, deutsche Handballspielerin
- 12. Dezember: Michael Haaß, deutscher Handballspieler
- 12. Dezember: Cyrill Schreiber, Schweizer Faustballspieler
- 13. Dezember: Richard Hibbard, walisischer Rugbyspieler
- 13. Dezember: Otylia Jędrzejczak, polnische Schwimmerin
- 14. Dezember: Alexandre Mendy, französischer Fußballspieler
- 15. Dezember: Komlan Amewou, togoischer Fußballspieler
- 15. Dezember: Viran Morros, spanischer Handballspieler
- 15. Dezember: Wolfgang Strobel, deutscher Handballspieler
- 16. Dezember: Dominik Klein, deutscher Handballspieler
- 16. Dezember: Sanja Rođak-Karšić, kroatische Fußballschiedsrichterassistentin
- 17. Dezember: Nicole Büchler, schweizerische Leichtathletin
- 17. Dezember: Thor-Christian Ebbesvik, norwegischer Automobilrennfahrer
- 17. Dezember: Sébastien Ogier, französischer Rallyefahrer
- 18. Dezember: Alessandro Pier Guidi, italienischer Automobilrennfahrer
- 22. Dezember: Jörg Schlichter, deutscher Tischtennisspieler
- 23. Dezember: Mathias Hafele, österreichischer Skispringer
- 25. Dezember: Nicolás Correa, uruguayischer Fußballspieler
- 28. Dezember: Debatik Curri, albanischer Fußballspieler

### Genaues Datum unbekannt
- Franco Sosa, uruguayischer Fußballspieler

## Gestorben

### Januar
- 10. Januar: Carwyn James, walisischer Rugbyspieler und -trainer (* 1929)
- 13. Januar: René Bonnet, französischer Automobilrennfahrer und Fahrzeugkonstrukteur (* 1904)
- 14. Januar: Herbert Böcher, deutscher Leichtathlet (* 1903)
- 14. Januar: Rex Lassam, britischer Schwimmer (* 1896)
- 15. Januar: Charles Eley, britischer Ruderer (* 1902)
- 20. Januar: Garrincha, brasilianischer Fußballspieler (* 1933)
- 20. Januar: Fritz Felix Pipes, österreichischer Tennis- und Eishockeyspieler (* 1887)
- 24. Januar: Johan Grøttumsbråten, norwegischer Skisportler (* 1899)
- 24. Januar: Detlef Okrent, deutscher Hockeyspieler (* 1909)
- 24. Januar: Juan Carlos Zabala, argentinischer Leichtathlet und Olympiasieger (* 1911)
- 25. Januar: Rodney Soher, britischer Bobfahrer und Olympiateilnehmer (* 1893)
- 30. Januar: Emilio Polli, italienischer Schwimmer (* 1901)
- 000Januar: Lloyd Hahn, US-amerikanischer Leichtathlet (* 1898)

### Februar
- 03. Februar: Tullio Campagnolo, italienischer Radsportler (* 1901)
- 05. Februar: Peter Herbert Jackson, britischer Ruderer (* 1912)
- 07. Februar: Alfonso Calzolari, italienischer Radrennfahrer (* 1887)
- 08. Februar: Harry Mitchell, britischer Boxer (* 1895)
- 14. Februar: Lina Radke, deutsche Leichtathletin (* 1903)
- 18. Februar: Piet van der Horst sr., niederländischer Radrennfahrer (* 1903)
- 20. Februar: Raoul Couvert, französischer Eishockeyspieler (* 1903)
- 22. Februar: Hermann Böhm, deutscher Motorradrennfahrer (* 1916)
- 22. Februar: Romain Maes, belgischer Radrennfahrer (* 1912)
- 22. Februar: Paolo Pedretti, italienischer Radrennfahrer (* 1906)
- 23. Februar: William Harding Anderson, britischer Eishockeyspieler (* 1901)
- 23. Februar: Jean-Gunnar Lindgren, schwedischer Leichtathlet (* 1905)
- 24. Februar: Eric Sundblad, schwedischer Leichtathlet (* 1897)
- 25. Februar: Boris Iwanowitsch Afanassjew, russischer Eishockeytorwart und -trainer sowie Fußballspieler (* 1913)

### März
- 02. März: Vitorino Fernandes, brasilianischer Wasserballspieler (* 1896)
- 07. März: Lutz Eigendorf, deutscher Fußballspieler (* 1956)
- 07. März: Odd Lundberg, norwegischer Eisschnellläufer (* 1917)
- 10. März: Enrique Pereira, uruguayischer Wasserballspieler (* 1909)
- 13. März: Louison Bobet, französischer Radrennfahrer (* 1925)
- 15. März: Johannes Blank, deutscher Wasserballtorhüter (* 1904)
- 16. März: Bohumil Durdis, tschechoslowakischer Gewichtheber (* 1903)
- 18. März: Henryk Budziński, polnischer Ruderer (* 1904)
- 18. März: Franco Giorgetti, italienischer Radrennfahrer (* 1902)
- 18. März: Marco Peltzer, belgischer Eishockeyspieler (* 1909)
- 20. März: Thure Ahlqvist, schwedischer Boxer (* 1907)
- 25. März: Liu Changchun, chinesischer Leichtathlet (* 1909)
- 25. März: Bob Waterfield, US-amerikanischer American-Football-Spieler (* 1920)
- 26. März: Paul Fässler, Schweizer Fußballspieler (* 1901)
- 26. März: Ernest Riedel, US-amerikanischer Kanute (* 1901)

### April
- 01. April: Levi Casey, US-amerikanischer Leichtathlet (* 1904)
- 01. April: Bo Ekelund, schwedischer Leichtathlet (* 1894)
- 05. April: Georges Dupont, französischer Leichtathlet (* 1903)
- 08. April: Gaetano Lanfranchi, italienischer Bobfahrer (* 1901)
- 12. April: Jørgen Juve, norwegischer Fußballspieler (* 1906)
- 13. April: Sergo Ambarzumjan, sowjetischer Gewichtheber (* 1910)
- 13. April: Anna van der Vegt, niederländische Turnerin (* 1903)
- 14. April: Kåre Hatten, norwegischer Skilangläufer (* 1908)
- 14. April: Max Syring, deutscher Leichtathlet (* 1908)
- 20. April: Pedro Quartucci, argentinischer Boxer (* 1905)
- 22. April: Gösta Holmér, schwedischer Leichtathlet (* 1891)
- 23. April: Marguerite Broquedis, französische Tennisspielerin (* 1893)
- 23. April: Buster Crabbe, US-amerikanischer Schwimmer (* 1908)
- 23. April: Frank Fisher, kanadischer Eishockeyspieler (* 1907)
- 24. April: Rolf Stommelen, deutscher Automobilrennfahrer (* 1943)
- 25. April: Hans Struksnæs, norwegischer Segler (* 1902)

### Mai
- 01. Mai: George Hodgson, kanadischer Schwimmer (* 1893)
- 01. Mai: Willy Rosenbusch, deutscher Radrennfahrer (* 1903)
- 02. Mai: Norm Van Brocklin, US-amerikanischer American-Football-Spieler und -Trainer (* 1926)
- 05. Mai: Richard Hofmann, deutscher Fußballspieler (* 1906)
- 12. Mai: Joe Laporte, kanadischer Radrennfahrer (* 1907)
- 14. Mai: Seweryn Kulesza, polnischer Vielseitigkeitsreiter (* 1900)
- 19. Mai: Carlheinz Neumann, deutscher Ruderer (* 1905)
- 20. Mai: Italo Acconcia, italienischer Fußballspieler (* 1925)
- 20. Mai: Clair Bee, US-amerikanischer Basketballtrainer (* 1896)
- 20. Mai: Herbert Bramfeldt, deutscher Moderner Fünfkämpfer (* 1912)
- 20. Mai: André Galoisy, französischer Automobilrennfahrer (* 1902)
- 20. Mai: Axel Johannsson, schwedischer Eisschnellläufer (* 1910)
- 22. Mai: Dick Barber, US-amerikanischer Leichtathlet (* 1910)
- 27. Mai: Johann Houschka, österreichischer Feldhandballspieler (* 1914)
- 30. Mai: Henri Matter, französischer Schwimmer (* 1901)
- 31. Mai: Jack Dempsey, US-amerikanischer Boxer (* 1895)

### Juni
- 02. Juni: Karl Vilmundarson, isländischer Leichtathlet (* 1909)
- 05. Juni: Stanley Stanyar, kanadischer Ruderer (* 1905)
- 11. Juni: Pierre Ramadier, französischer Leichtathlet (* 1902)
- 16. Juni: Jean Majerus, luxemburgischer Radrennfahrer (* 1914)
- 22. Juni: Alfred Tourville, kanadischer Radrennfahrer (* 1908)
- 23. Juni: Giovanni Plazzer, italienischer Ruderer (* 1909)
- 26. Juni: Kurt Wollinger, österreichischer Eishockeyspieler und -schiedsrichter (* 1901)
- 27. Juni: Vincent Gallagher, US-amerikanischer Ruderer (* 1899)
- 30. Juni: Maurice Ducos, französischer Schwimmer (* 1904)

### Juli
- 01. Juli: Erich Juskowiak, deutscher Fußballspieler (* 1926)
- 01. Juli: István Molnár, ungarischer Wasserballspieler (* 1913)
- 02. Juli: Hans Mehlhorn, deutscher Bobfahrer (* 1900)
- 03. Juli: Rudolf Rupec, österreichischer und jugoslawischer Fußballspieler (* 1896)
- 05. Juli: Hennes Weisweiler, deutscher Fußballspieler und -trainer (* 1919)
- 07. Juli: Rudolf Andersen, dänischer Turner (* 1899)
- 07. Juli: Adalberts Bubenko, lettischer Leichtathlet (* 1910)
- 11. Juli: Arthur Müller, deutscher Motorradrennfahrer (* 1904)
- 11. Juli: Stanisław Skupień, polnischer Skilangläufer (* 1907)
- 13. Juli: Valto Olenius, finnischer Leichtathlet (* 1920)
- 14. Juli: William Spencer, US-amerikanischer Leichtathlet (* 1900)
- 15. Juli: Robert Goix, französischer Leichtathlet (* 1906)
- 15. Juli: Elbert Root, US-amerikanischer Wasserspringer (* 1915)
- 16. Juli: Paul Kunze, niederländischer Fechter (* 1904)
- 16. Juli: Helmuth Schwenn, deutscher Wasserballspieler (* 1913)
- 17. Juli: Erik Börjesson, schwedischer Fußballspieler (* 1888)
- 18. Juli: Salo Flohr, tschechoslowakisch-sowjetischer Schachmeister (* 1908)
- 19. Juli: Kathleen Shaw, britische Eiskunstläuferin (* 1903)
- 20. Juli: Åke Magnus Andersson, schwedischer Fußballspieler (* 1917)
- 26. Juli: Roberto Lacedelli, italienischer Skisportler (* 1919)
- 29. Juli: Wilhelm Egginger, deutscher Eishockeytorhüter und -schiedsrichter (* 1912)
- 29. Juli: Manuel „Nolo“ Ferreira, argentinischer Fußballspieler (* 1905)
- 29. Juli: Carlo Orlandi, italienischer Boxer (* 1910)
- 30. Juli: Toimi Tulikoura, finnischer Leichtathlet (* 1905)
- 30. Juli: Robert Vandivier, US-amerikanischer Basketballspieler (* 1903)
- 30. Juli: Edvard Wangberg, norwegischer Eisschnellläufer (* 1913)
- 31. Juli: Eva Pawlik, österreichische Eiskunstläuferin, Filmschauspielerin und TV-Sportkommentatorin (* 1927)
- 000Juli: Marthinus Theunissen, südafrikanischer Leichtathlet (* 1911)

### August
- 04. August: Alfred Nakache, französischer Schwimmer (* 1915)
- 16. August: René Duverger, französischer Fechter (* 1911)
- 20. August: Harry Frieda, US-amerikanischer Leichtathlet (* 1901)
- 20. August: Adolf Schreiber, liechtensteinischer Radrennfahrer (* 1913)
- 22. August: Alice Stoffel, französische Schwimmerin (* 1905)
- 23. August: Gerald Frank Anderson, britischer Schachkomponist und Jagdflieger (* 1898)
- 24. August: Kalevi Kotkas, finnischer Leichtathlet (* 1913)
- 25. August: Jean Kugeler, luxemburgischer Kunstturner (* 1910)
- 27. August: Bill Stein, US-amerikanischer American-Football-Spieler (* 1899)
- 28. August: Mario Bonomo, italienischer Skispringer und Nordischer Kombinierer (* 1912)

### September
- 01. September: Gilbert Ravanel, französischer Skisportler (* 1900)
- 03. September: József Takács, ungarischer Fußballspieler (* 1904)
- 04. September: Ike Armstrong, US-amerikanischer American-Football-Trainer (* 1895)
- 04. September: Paul Hans Eberhard, Schweizer Bobfahrer und Sportfunktionär (* 1917)
- 06. September: David Gray, britischer Sportjournalist und -korrespondent (* 1927)
- 08. September: Ernst Degner, deutscher Motorradrennfahrer (* 1931)
- 08. September: Antonin Magne, französischer Radrennfahrer (* 1904)
- 09. September: Luis Monti, argentinisch-italienischer Fußballspieler (* 1901)
- 10. September: Nils Engdahl, schwedischer Leichtathlet (* 1898)
- 11. September: Brian Muir, australischer Automobilrennfahrer (* 1931)
- 12. September: Sabin Carr, US-amerikanischer Leichtathlet (* 1904)
- 15. September: Friedrich Scherfke, polnischer Fußballspieler (* 1909)
- 19. September: Hermann Lemperle, deutscher Leichtathlet (* 1906)
- 28. September: Ko Willems, niederländischer Radrennfahrer (* 1900)
- 29. September: Edvīns Bietags, lettischer Ringer (* 1908)
- 000September: Marguerite Dockrell, irische Schwimmerin (* 1912)

### Oktober
- 01. Oktober: Johan Richthoff, schwedischer Ringer (* 1898)
- 07. Oktober: Hoshina Takeo, japanischer Skilangläufer und Skisportfunktionär (* 1906)
- 09. Oktober: Hans Hagenacker, deutscher Fußballspieler (* 1924)
- 11. Oktober: Erik Friis, dänischer Radrennfahrer (* 1916)
- 12. Oktober: Ove Andersson, schwedischer Fußballspieler (* 1916)
- 13. Oktober: Melvin Dalton, US-amerikanischer Leichtathlet (* 1906)
- 15. Oktober: James Workman, US-amerikanischer Ruderer (* 1908)
- 16. Oktober: Ernst Kyburz, Schweizer Schwinger und Ringer (* 1898)
- 17. Oktober: John Hanlon, britischer Leichtathlet (* 1905)
- 20. Oktober: Otto Olaussen Aasen, norwegischer Skispringer, Nordischer Kombinierer und Skilangläufer (* 1894)
- 22. Oktober: Giovanni Cazzulani, italienischer Radrennfahrer (* 1909)
- 24. Oktober: Rolf Fäs, Schweizer Handballspieler (* 1918)
- 26. Oktober: Mike Michalske, US-amerikanischer American-Football-Spieler (* 1903)
- 26. Oktober: Luigina Perversi, italienische Turnerin (* 1914)
- 30. Oktober: Hans Schwarz, deutscher Ringer (* 1908)
- 31. Oktober: George Halas, US-amerikanischer American-Football-Spieler und -Trainer (* 1895)
- 31. Oktober: Guillaume Hoorickx, belgischer Eishockeyspieler (* 1900)

### November
- 01. November: Günther Bartels, deutscher Motorradrennfahrer (* 1906)
- 08. November: Betty Nuthall, englische Tennisspielerin (* 1911)
- 11. November: José Villanueva, philippinischer Boxer (* 1913)
- 13. November: Henry Jamison Handy, US-amerikanischer Schwimmer (* 1886)
- 13. November: Shisō Kanaguri, japanischer Marathonläufer (* 1891)
- 26. November: Cyril Weidenborner, US-amerikanischer Eishockeytorhüter (* 1895)
- 27. November: Alpo Aho, finnischer Bandyspieler (* 1934)
- 28. November: Stefan Skoumal, österreichischer Fußballspieler (* 1909)
- 29. November: Aage Rasmussen, dänischer Geher (* 1889)
- 30. November: Vic Lindquist, kanadischer Eishockeyspieler, -trainer und -schiedsrichter (* 1908)

### Dezember
- 05. Dezember: Pekka Johansson, finnischer Speerwerfer (* 1895)
- 14. Dezember: Bjarne Pettersen, norwegischer Turner (* 1891)
- 16. Dezember: Alexei Guryschew, sowjetischer Eishockeyspieler (* 1925)
- 19. Dezember: Jack Nelson, argentinischer Polospieler (* 1891)
- 21. Dezember: József Vértesy, ungarischer Wasserballspieler, Schwimmer und Schwimmtrainer (* 1901)
- 22. Dezember: Lajos Kurunczy, ungarischer Leichtathlet (* 1896)
- 25. Dezember: Horace Brown, US-amerikanischer Leichtathlet (* 1898)
- 28. Dezember: Eugène Chaboud, französischer Automobilrennfahrer (* 1907)

### Datum unbekannt
- Rodrigo de Castro Pereira, portugiesischer Tennisspieler und Sportfunktionär (* 1887)
- Alex Hillhouse, australischer Leichtathlet (* 1907)
- Arthur Reinmann, Schweizer Gewichtheber (* 1901)
- Heinz Schlömer, deutscher Fußballspieler (* 1923)
- Mario Tadini, italienischer Unternehmer und Automobilrennfahrer (* 1905)